# St. Georg (Berlin-Pankow)

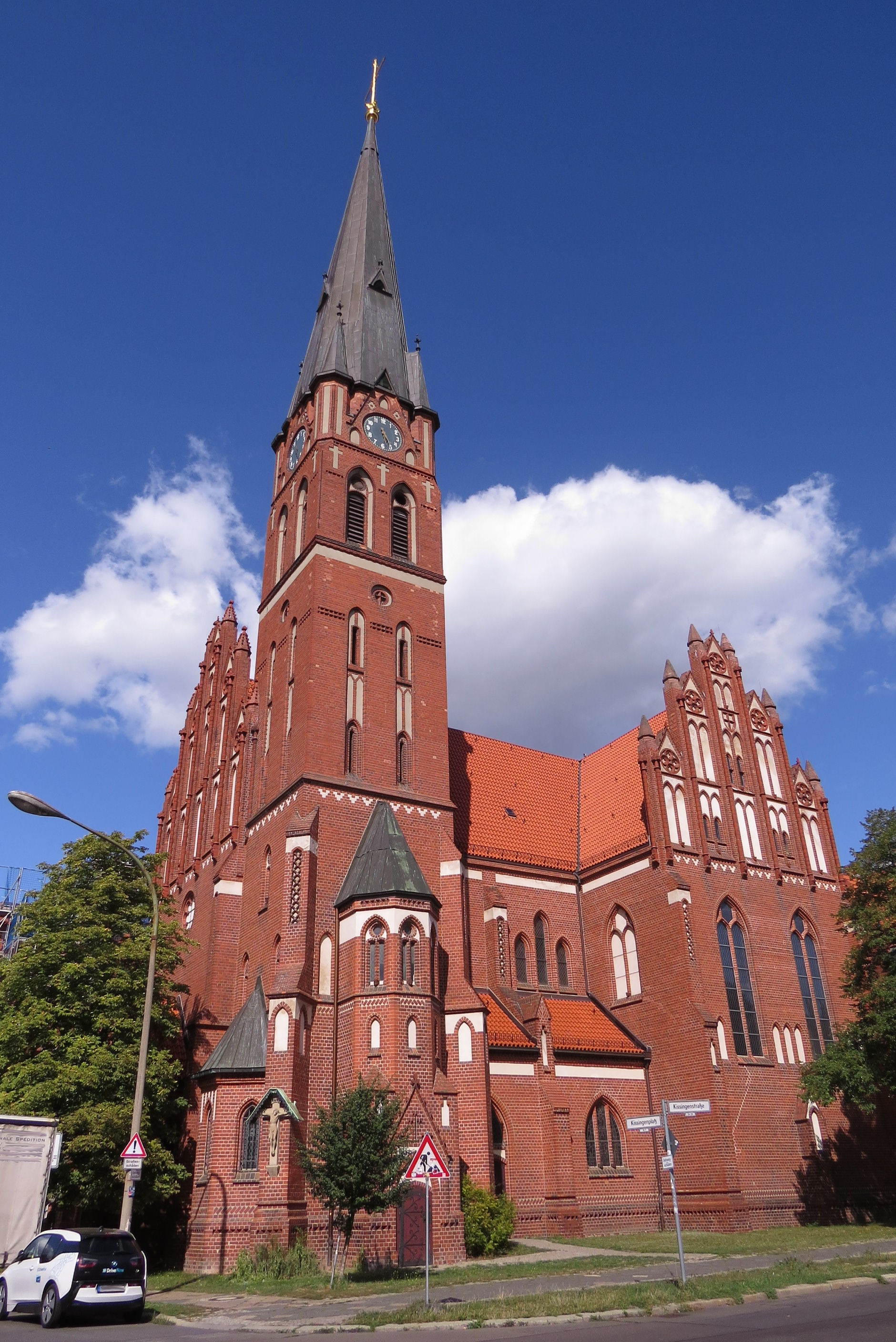
Ansicht des Kirchengebäudes von Südwesten, Sept. 2019

Die römisch-katholische Kirche St. Georg im Berliner Ortsteil Pankow ist eine im Jahr 1909 benedizierte und im Jahr 1910 auf den Kirchenpatron des heiligen Georg geweihte Kirche. Das Gotteshaus gehört zum Erzbistum Berlin. Die Kirche gehört heute zu der am 1. Januar 2021 errichteten Pfarrgemeinde Heilige Theresa von Avila Berlin Nordost im Erzbistum Berlin, zu der mit der Pfarrei St. Georg die Pfarreien St. Josef (Berlin-Weißensee), Heilig Kreuz (Berlin-Hohenschönhausen) und Corpus Christi (Prenzlauer Berg) fusionierten.

## Lage
Die Kirche St. Georg steht im Bezirk Pankow am Kissingenplatz auf einem gemeindeeigenen Grundstück. Daneben befindet sich auch das wenig später errichtete Pfarrhaus. Zur Bauzeit und noch bis zum Beginn der 1920er Jahre war das Kirchengebäude weitgehend alleinstehend, die östlich und nördlich anschließenden Wohnhäuser entstanden erst später. Die Bebauungsplanung des umgebenden Straßennetzes war ab 1905 bereits erfolgt, die Kissingenstraße ist aber im Adressbuch um 1905 noch als „unbebaut“ ausgewiesen.

## Geschichte

### Entstehung der Gemeinde und Vorbereitung für einen Kirchenbau
Der Berliner Vorort Pankow gehörte bis in die 1900er Jahre zum Pfarrverband Reinickendorf/Oranienburg, in dessen Auftrag Kuratus Hubert Teubner und Kuratus Nowack die Katholiken in Pankow seelsorgerisch betreuten. Sie konnten anfangs ein ehemaliges Gartenhaus, durch Spende des damaligen Kardinals Georg von Kopp aus Breslau in der Parkstraße erworben und zur Kapelle Herz Jesu umgebaut, nutzen. Vor allem Teubner kümmerte sich aber intensiv um den Bau eines eigenen größeren Gotteshauses, denn die Einwohnerzahlen in Pankow hatten sich im 19. Jahrhundert binnen 50 Jahren verdoppelt und diese Entwicklung hielt an: im Jahr 1905 wurden 13.000 Personen gezählt, im Jahr 1915 gibt die Stadtgemeinde bereits 56.000 Einwohner an.
Für den Bau eines Kirchengebäudes organisierte die Kirchengemeinde unter anderem einen Architektenwettbewerb, an dem sich auch Wilhelm Brurein beteiligte. Zugleich kaufte die Gemeinde ein Grundstück in der Kissingenstraße hinzu. Teubner warb nun in ganz Deutschland mit Bettelbriefen um Spenden für den Kirchenbau, was ihm den Beinamen „der Bettler an der Panke“ einbrachte. Nachdem ein ausreichender finanzieller Grundstock vorhanden war, begannen im Jahr 1905 Erschließungsarbeiten, am 7. Juli 1907 konnte der Grundstein für eine Kirche „Zu Ehren der lieben Mutter Gottes von der immerwährenden Hilfe“ gelegt werden. An diesem Tag hatte sich ein starkes Gewitter zusammengezogen und so notierte Teubner: „strömender Regen gab den Segen des Himmels dazu“.
Der Entwurf des Architekten August Kaufhold aus Friedenau gewann den ersten Preis.

### Bau und Fertigstellung des Gotteshauses

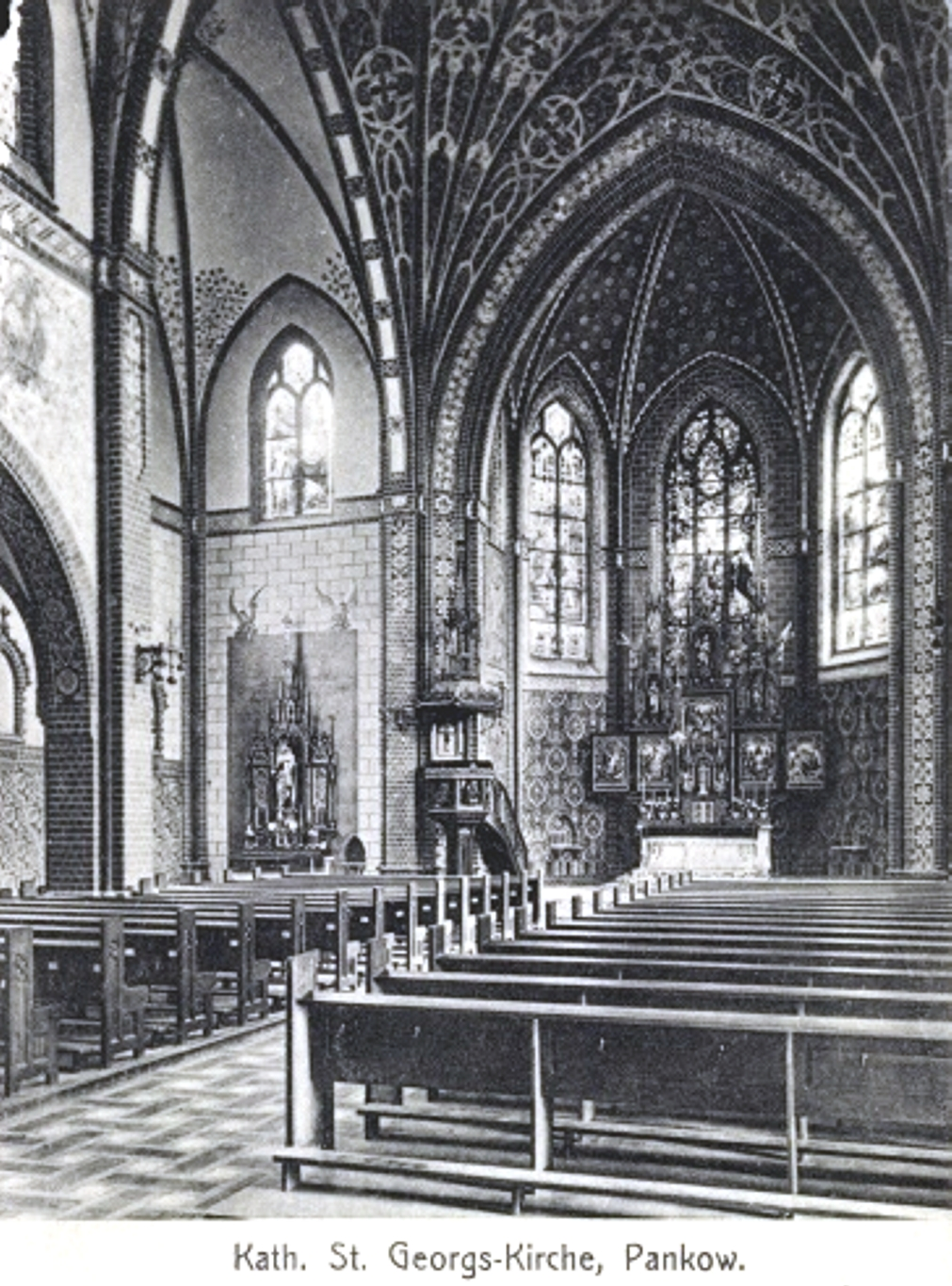
Chorapsis, um 1918

Das Gotteshaus entstand ab 1906 als neogotischer Backsteinbau, an dessen Feinplanung wohl auch Hugo Schneider aus Kassel beteiligt war.
Am 6. November 1910 konsekrierte der damals zuständige, später zum Erzbischof von Breslau ernannte, Georg von Kopp das neue Gotteshaus. Die anschließende Weihefeier fand im Lokal Schloss Schönholz in der späteren Grabbeallee statt.
Die Kosten für Bau und Ausstattung des Kirchengebäudes, des Pfarrhauses und des Schwesternhauses (St.-Georgs-Stift) betrugen 420.000 Mark (kaufkraftbereinigt in heutiger Währung: rund 2,97 Millionen Euro). Erst in den Jahren 1929/1930 erfolgte der Bau der bis an die Kirchengebäude angrenzenden Wohnhäuser östlich und nördlich.
Im Jahr 1913 konnte die von der Firma Eller aus Weißensee hergestellte Kommunionbank aufgestellt werden. Für das Portal wurde eine Bronzetür eingebaut, die in der Firma M. Wehse in Berlin gefertigt worden war. Und im Juli des gleichen Jahres wurde das Engelpaar für den Altar angeliefert, das in der Mayerschen Königlichen Kunstanstalt für kirchliche Arbeiten in München aus Carrara-Marmor geschlagen worden war.

### Erste Reparaturen und Weiteres
Die ersten Reparaturarbeiten mussten bereits 1923 geplant werden. Die beginnende Inflation erschwerte diese Arbeiten und machte außerdem Anschaffungen wie Kerzen oder Messwein fast unmöglich. In der Blüte der Inflationszeit, 1923, konnte dem Pfarrer kein Gehalt ausgezahlt und Küster und Kaplane mussten durch Kollekten finanziert werden. Als hilfreich erwies sich hier die Gründung der Kasse der katholischen Selbsthilfe, die sich aus monatlichen Beiträgen speiste.
Anlässlich des 25-jährigen Gemeindejubiläums (1935) hielt Weihbischof Josef Deitmer in der Kirche ein feierliches Pontifikalamt, Bernhard Lichtenberg, nunmehr Prälat, hielt die Festpredigt.
Im Jahr 1926 zeigten sich Schäden am Dach des Kirchturms, Dachziegel waren herabgefallen. Die Gemeinde ließ daraufhin das Dach durch eine Kupfereindeckung ersetzen. Zeitgleich wurden Innenwände und der Altarraum neu ausgemalt.

### Gründung von zwei Tochtergemeinden
Unter der Pfarrei St. Georg wurde ab 1911 im späteren Berliner Ortsteil Niederschönhausen eine Kuratie errichtet, die sich bis 1930 dort ein eigenes Gotteshaus, die Kirche St. Maria-Magdalena errichten ließ. Diese erlangte im Jahr 1942 ihre Selbstständigkeit.
Eine weitere Tochter von St. Georg war die Gemeinde St. Johannes Evangelist in Berlin-Französisch Buchholz, ausgegliedert 1937.

### Zweiter Weltkrieg
Nach Beginn des Zweiten Weltkriegs im Jahr 1939 hielt die Georgsgemeinde jeden Freitag eine Kriegsandacht. Die Durchführung von Gottesdiensten war wegen verschiedener staatlicher Befehle zeitlich bald nur sehr eingeschränkt möglich.
Die 1942 veröffentlichte Anordnung zur Ablieferung von Buntmetallen, als Metallspende des deutschen Volkes deklariert, verschonte die St.-Georgs-Kirche, weil die Glocken aus Gussstahl bestehen und Orgelpfeifen nicht in ausreichender Zahl vorhanden waren.
Schwere Luftangriffe der Alliierten auf Berlin in den Jahren 1943–1945, vor allem eine unmittelbar vor dem südlichen Seitenschiff explodierende amerikanische Bombe mit Verzögerungszünder, führten zu Kriegsschäden am und im Gebäude: alle Farbglasfenster gingen zu Bruch, ein Teil des Giebels stürzte ein, im Apsis-Gewölbe entstand ein langer Riss. Außerdem erhielten Wände und Fenster des Kirchturms durch Artilleriebeschuss Beschädigungen. „Am 22. April 1945 erreichten russische Truppen den Kissingenplatz und besetzten Kirche und Pfarrhaus“, heißt es in der Jubiläumsschrift; der Krieg war damit zu Ende. Die Bewohner des Pfarrhauses mussten dieses räumen und fanden Unterkunft bei den Grauen Schwestern in Berlin-Weißensee. Erst eine Woche später erhielt Pfarrer Feige die Erlaubnis zur Rückkehr. Aus der Georgsgemeinde waren 120 Männer in dieser schlimmen Zeit ums Leben gekommen, Pfarrer Feige ließ noch 1946 im Seitenschiff der Kirche Gedenktafeln für die Gefallenen anbringen.

### 1945–1977: Erneute Reparaturen, Renovierungen und Vereinfachungen
Nach Kriegsende erfolgte bis zum Jahr 1948 eine Wiederherstellung der Kirche, einige Fenster im Querschiff wurden zugemauert oder die defekten Stellen mit unpassenden Glasbausteinen repariert und die Kanzel entfernt. Der beschädigte Gebäudeteil wurde mit einer Betonplombe gestützt und instand gesetzt. So war das Gotteshaus für die Christen wieder nutzbar. Die Beseitigung der Hauptschäden kostete 14.000 Mark (kaufkraftbereinigt in heutiger Währung: rund 43.500), wovon der Gesamtverband der katholischen Gemeinden Groß-Berlins 12.385 Mark übernahm.
Auch noch im Jahr 1958 waren Kriegsschäden und neu entstandene Bauschäden zu beseitigen: im Inneren musste die Ausmalung erneuert werden, große Teile des Dachstuhls, durch Anobien und Hausschwämme geschädigt, waren auszutauschen.
Der Mauerbau am 13. August 1961 wirkte sich in der Gemeinde nicht sonderlich aus, die Grenze zu West-Berlin verlief zwar an Pankow, aber eher im westlichen Teil.
Am 21. Juli 1966 registrierte der Pfarrer einen Einbruch in die Kirche und die Sakristei. Gestohlen wurden die silberne Taufkanne, ein versilberter Teller und zwei Glaskännchen. Die Diebe wurden nie ausfindig gemacht.
Größere Bauarbeiten fielen 1972 für das Haupthaus an, weil die meisten Dachziegel geschädigt oder lose geworden waren. Infolge Materialmangels brachten die Dachdecker anstelle der traditionellen roten glasierten nun schwarz-graue Zementziegel (Doppelrömer) auf.

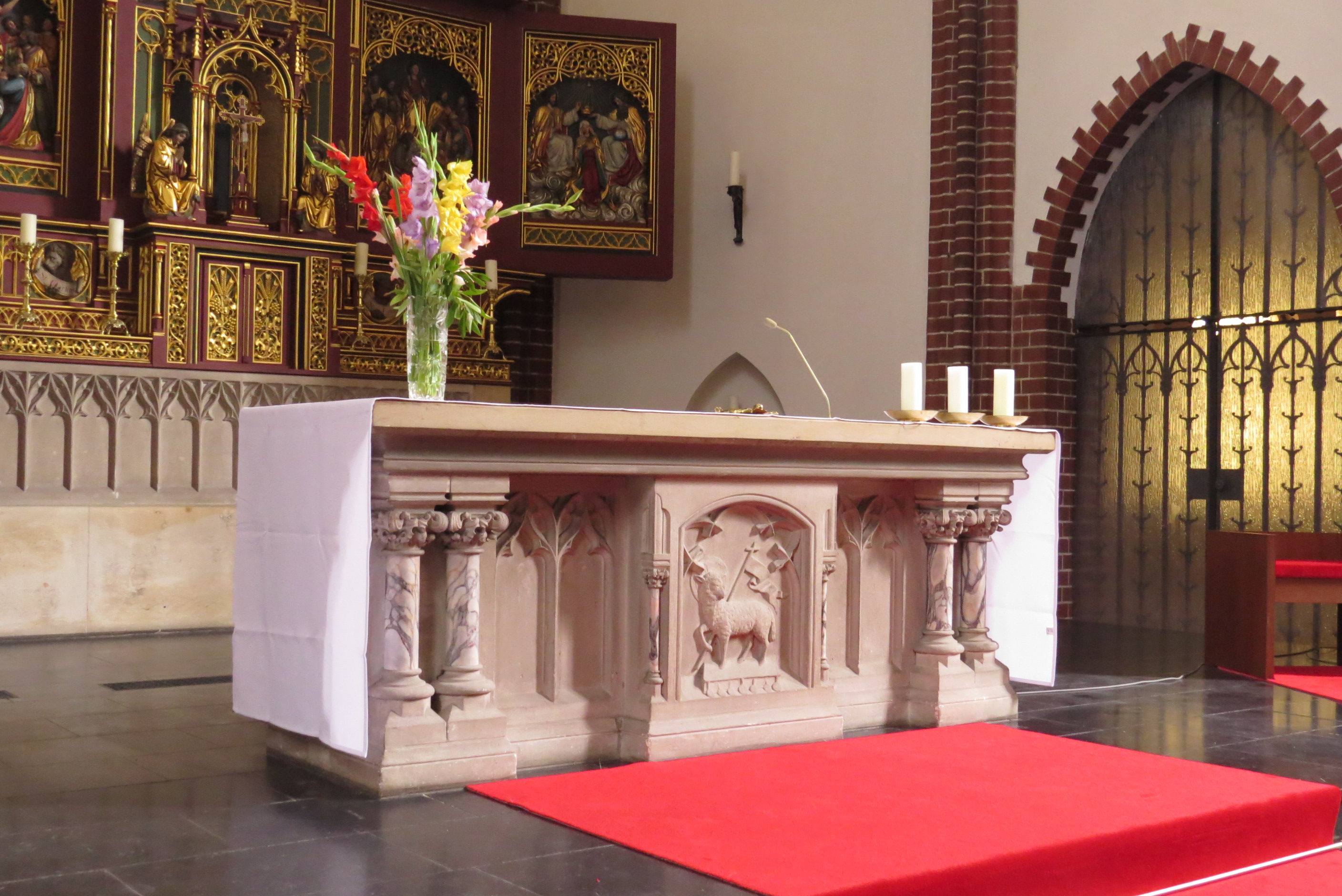
Altartisch

Nach den Empfehlungen des II. Vatikanischen Konzils wurden 1977 und in folgenden Jahren
- die Altäre von Schmuckelementen befreit,
- die bis dahin ornamental im dunklen Farbton gehaltenen Innenwandflächen weiß gestrichen,
- die Kriegergedenktafeln in den Seitenschiffen entfernt.
- Der monumentale Hochaltar wurde geteilt, das Unterteil (die Mensa) mit einem biblischen Sujet bildet seither den Altartisch. Als neue Mensa dient ein angefertigter mit einfachem Ornamentband verzierter Kunststein. Der Fußboden des Altarraumes erhielt große quadratische Schieferplatten.[16]

### 1977–2004
Nach dem Mauerfall im November 1989 verlor die Gemeinde etliche Mitglieder, die ihren Wohnsitz in die alten Bundesländer oder nach West-Berlin verlegten. Die Zahl der Gemeindeglieder im Spätsommer 1990 betrug 2285. Dagegen entstanden neue kirchliche Verbindungen mit katholischen Gemeinden, u. a. schenkte die Reinickendorfer Gemeinde St. Marien der Pankower Gemeinde zu Nikolaus eine Lautsprecheranlage. Der erste „freie“ Weihnachtsgottesdienst in der Kirche war gut besucht.
Im Jahr 1992 ergab ein Baugutachten, dass der komplette Kirchturm saniert werden muss. Die Firma Albertus Bauhütte führte diese Arbeiten für eine Summe von 49.000 Mark aus, die vom Bischöflichen Ordinariat getragen wurden.

### 2009–2019: Gründliche Sanierungen unter Denkmalschutzauflagen
Bereits im Jahr 2009 begannen erste Sanierungsarbeiten am Äußeren des Kirchgebäudes.
Vom Frühjahr 2015 bis zum Palmsonntag 2016 musste die St.-Georgskirche – möglicherweise auch als Spätfolge der Schäden des Zweiten Weltkriegs – gesperrt und saniert werden, nachdem größere Rissbildungen im Gewölbe festgestellt worden waren. Eine Erneuerung der Ausmalung der Kirche sollte ursprünglich im Jahr 2017 beginnen und in mehreren Etappen erfolgen. Nach langen Verhandlungen mit der Unteren Denkmalschutzbehörde zu vielen Detailfragen konnten die Arbeiten in einem Zug von Juni bis August 2019 durchgeführt werden.
Im Rahmen dieser Arbeiten wurden an einzelnen Stellen Sichtfenster der früheren Ausmalung angelegt, die die ursprüngliche Ornamentik aus der Entstehungszeit der Kirche zeigen. Nach Einschätzung von Bauexperten gab es sogar zwei Ausmalungen nacheinander, denn die Farben und die Darstellungsweisen unterscheiden sich stark. Einige solcher Fenster sind hinter dem Altar, an Emporenpfeilern, an der Emporenbrüstung und an weiteren Wandflächen zu entdecken.

## Architektur

### Außenbeschreibung: Hauptgebäude

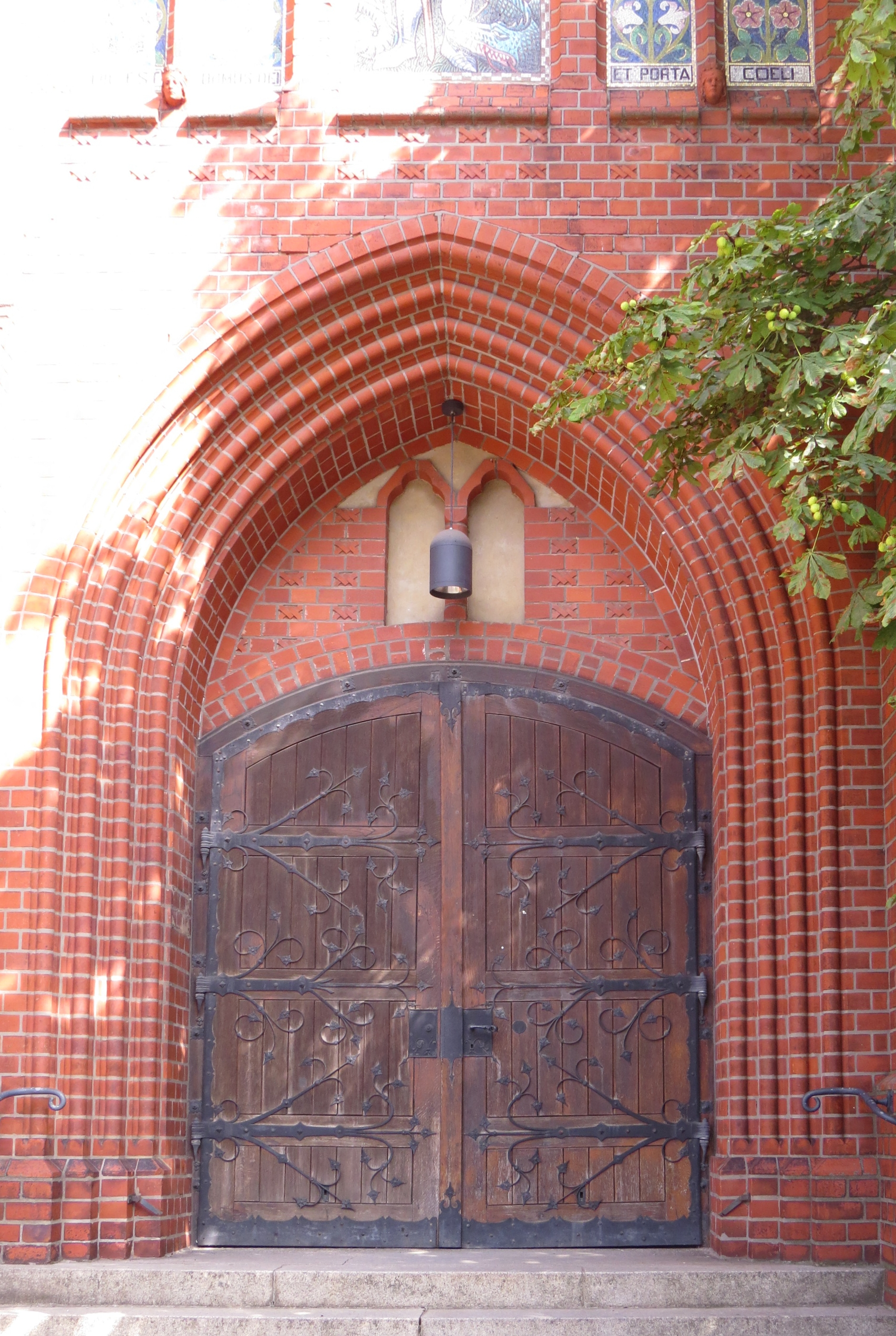
Hauptportal der Kirche

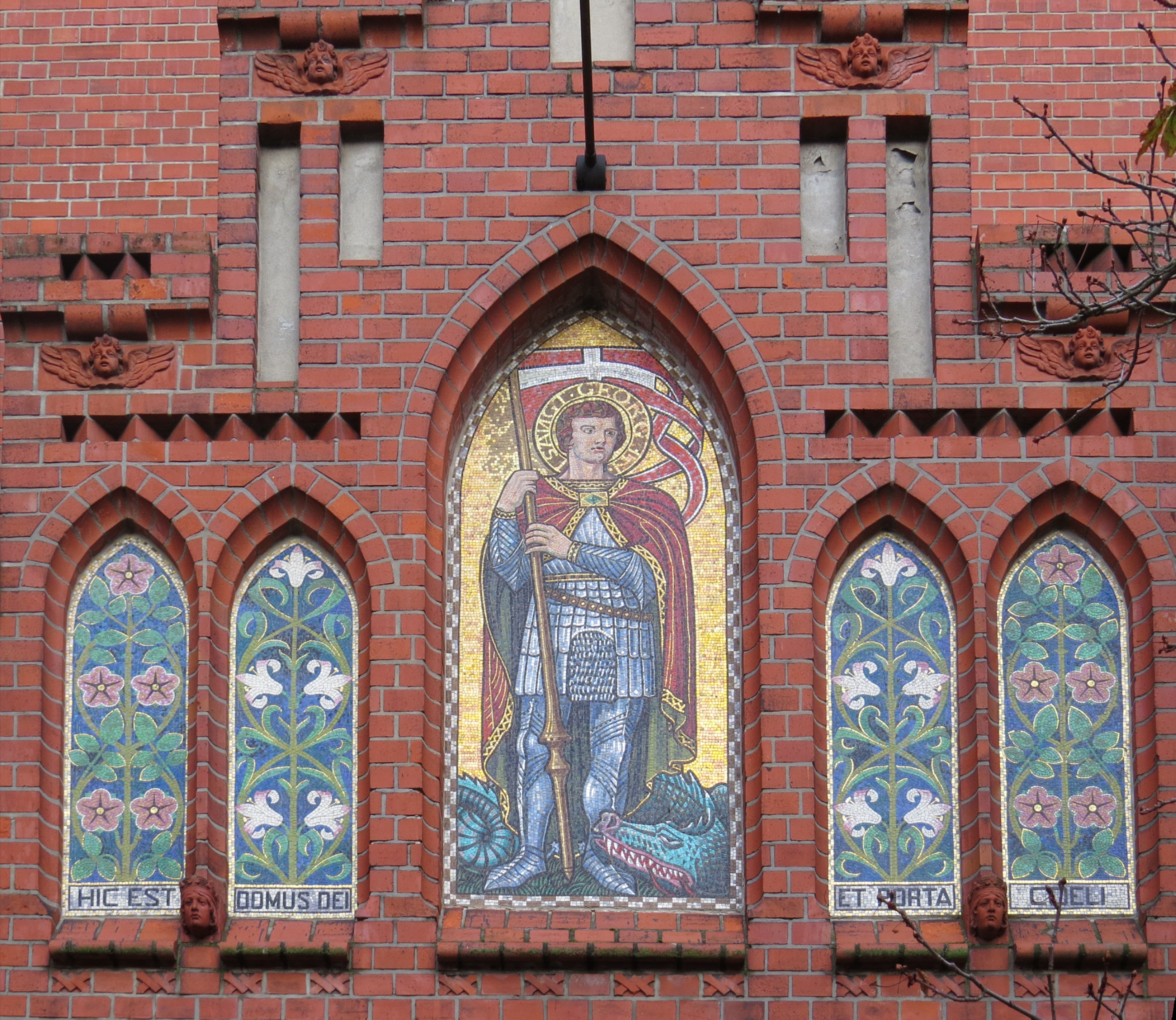
Mosaikband mit St. Georg

Das stattliche Kirchengebäude im Stil einer Backsteinbasilika und in Formen der Neogotik weist einen kreuzförmigen Grundriss auf und schließt mit einem polygonalen Chor. Es ist 37,60 Meter lang, 23 Meter breit und hat eine Gewölbehöhe von 15 Metern.
Die Portalfassade am Kissingenplatz und der Querhausarm an der Kissingenstraße sind durch prächtige Pfeiler-Wimperg-Giebel mit weißen Putzspiegeln sowie reichem Maßwerk- und Rosettenschmuck betont. Die Fassade ist zusätzlich durch leichte Mauerrücksprünge, durch Einarbeitung von zackenförmig angeordneten Ziegelbändern und durch eine schräg in grauem Putz verlegte Backsteinreihe abwechslungsreich gegliedert.
Im Jahr 2005 schuf die Kirchengemeinde einen behindertengerechten Zugang in den Kirchenraum.
Das Hauptportal ist aus massivem Holz gearbeitet und mit schmalen aufgesetzten Metallbändern verziert. An allen Türen sind die Klinken als Metallornamente gearbeitet, auch die Schlüsselschilde haben eine angepasste Formgebung.
Im Staffelgiebel der Portalvorhalle befindet sich ein Mosaik des Kirchenpatrons, des heiligen Georg. Es ist rund zehn Meter hoch und besteht aus tausenden farbigen Mosaiksteinchen, die größtenteils noch aus der Bauzeit 1909/1910 stammen. Die Herstellung hatte die Gemeinde durch Spenden ermöglicht. Links und rechts daneben zieren je zwei etwas kleinere Mosaiken mit Blumenranken und einem Sinnspruch (Hic est domus dei et porta coeli; deutsch: ‚Dies ist das Haus Gottes und die Pforte zum Himmel‘) den Giebel.
An einem Strebepfeiler an der Gebäudeecke Kissingenstraße/Kissingenplatz war eine überlebensgroße Sandsteingruppe mit der Darstellung einer Kreuzigungsgruppe angebracht. Die Figuren entstanden in der Werkstatt des Bildhauers Peter Paul Müller. Die Skulpturen der Mater Dolorosa und des Hl. Johannes, erst im Jahr 1942 hinzugefügt, wurden im Jahr 1980 gestohlen und nicht wieder ersetzt.
Trotz aller deutlichen Veränderungen steht das Kirchengebäude seit den 1970er Jahren unter Denkmalschutz.

### Außenbeschreibung: Kirchturm

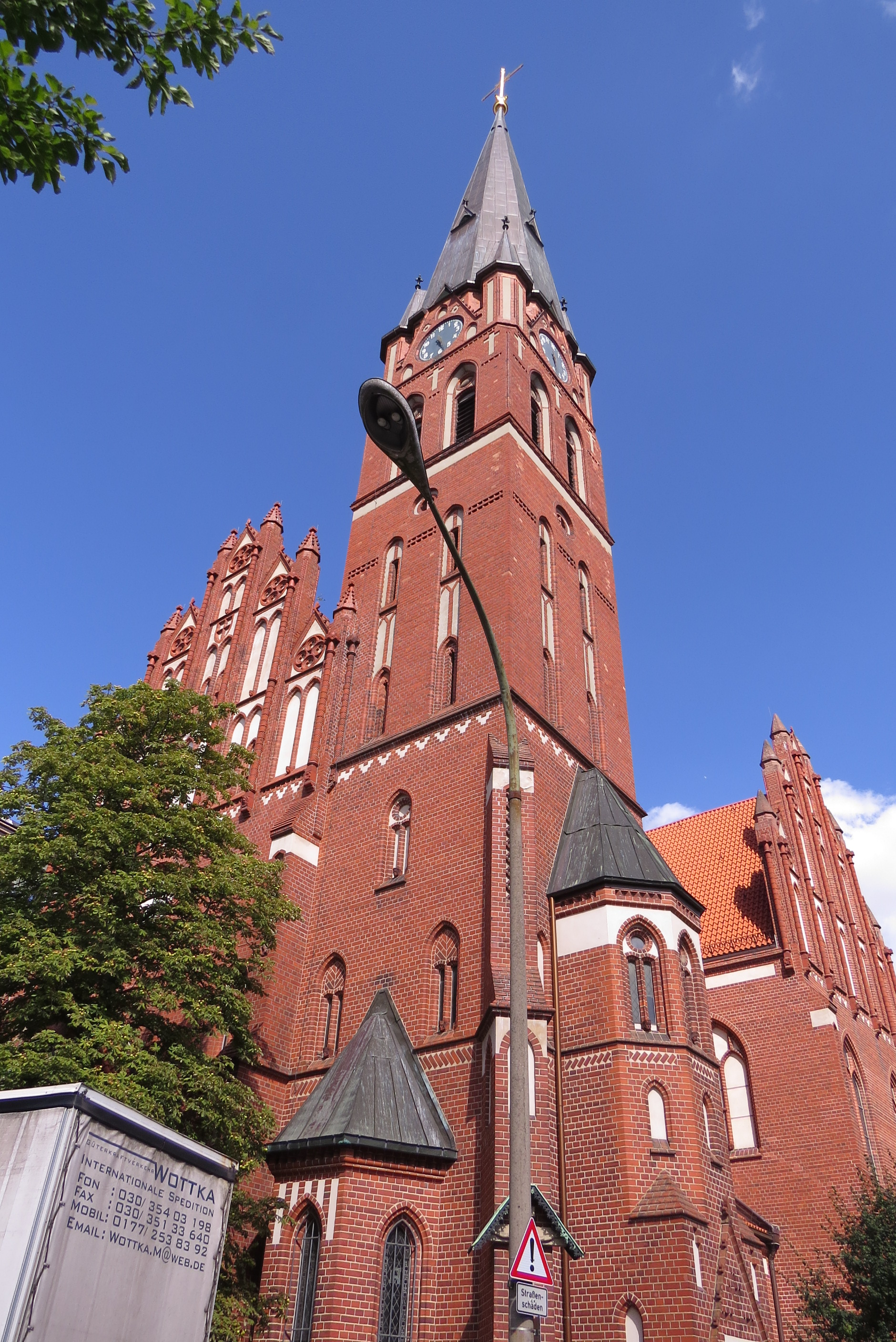
Turm von Südwesten gesehen

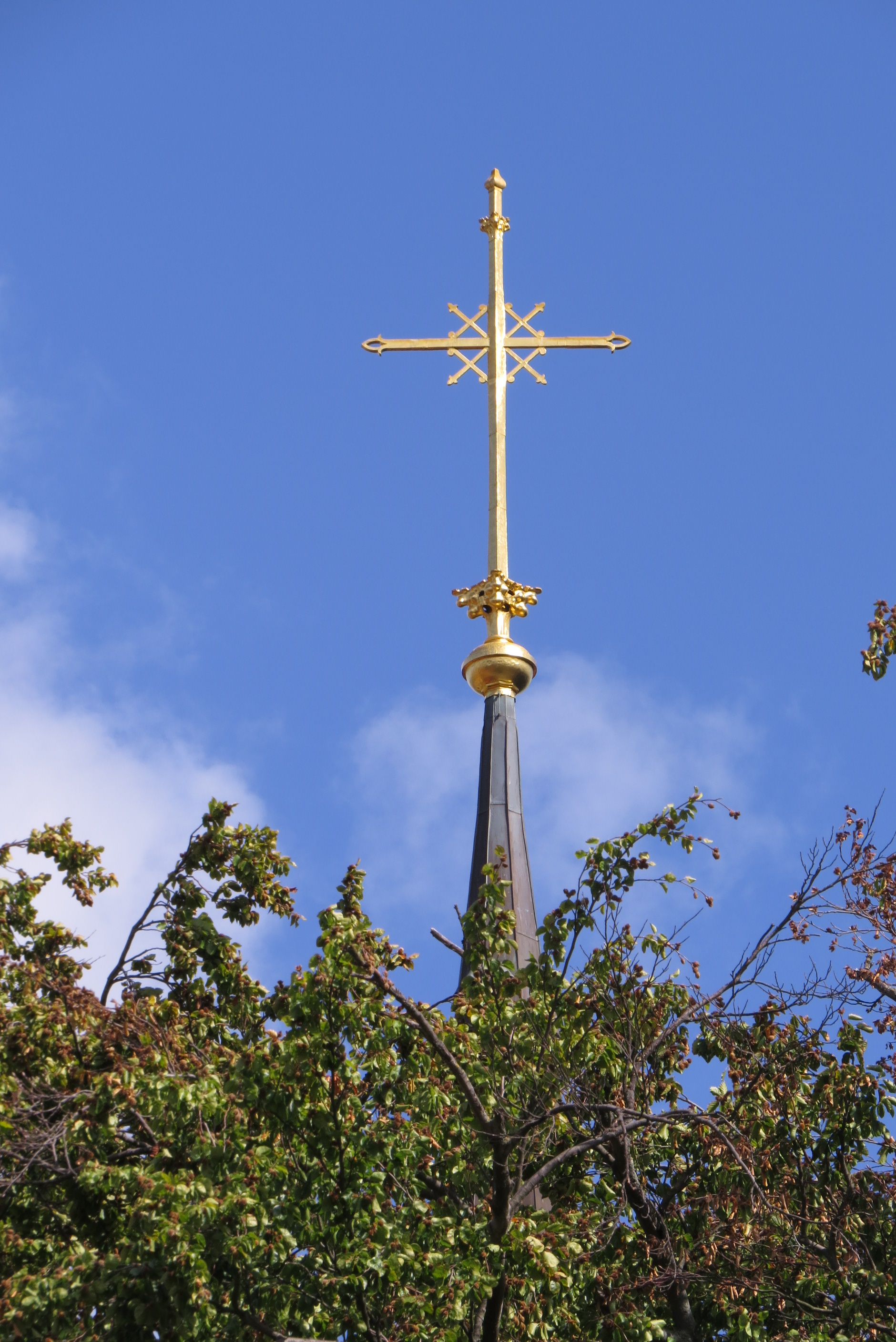
Turmkreuz, September 2019

Der Südwestturm mit steilem, ecktürmchengeschmücktem Kupferhelm sowie einem quadratischen Grundriss von etwa sieben Meter Seitenlänge ist 62 Meter hoch, einschließlich Turmkugel und Kreuz ragt er 70 Meter in die Höhe.
Das Dach ist mit in den 2010er Jahren frisch erneuerten Kupferplatten verkleidet. Bereits im Jahr 1934 musste der Kirchturm mit Kupfer neu eingedeckt werden.
Oberhalb der bogenförmigen Schallöffnungen für die drei Glocken befindet sich eine Turmuhr mit zwei Zifferblättern in Richtung der angrenzenden Straßen. Im Jahr 1997 wurden das frühere elektromechanische Uhrwerk durch ein Funkuhr-Funktions-Gehwerk ersetzt und die Zeiger erneuert.
Im Jahr 1993 ergab eine Türkollekte für eine Neuvergoldung des acht Meter hohen Turmkreuzes eine Summe von 5.000 Mark (kaufkraftbereinigt in heutiger Währung: rund 4.000 Euro).

### Werktagskapelle
Dieser kleine Gottesdienstraum entstand 1984 als größerer Anbau an das Kirchengebäude als Ersatz für den stark kriegsbeschädigten Kapellenanbau an der Apsis, der abgetragen werden musste. Hier sollten bei Kälte oder für kleinere Gläubigengruppen Gottesdienste abgehalten werden. Weil der Zugang jedoch durch den großen Kirchenraum erfolgen muss, erwies sich diese Nutzungsmöglichkeit als unpassend. Änderungen werden überlegt. An der hinteren geweißten Wand sind vier Schnitzfiguren des früheren Altars angebracht. Sie stellen die vier Evangelisten dar.

### Innenbeschreibung

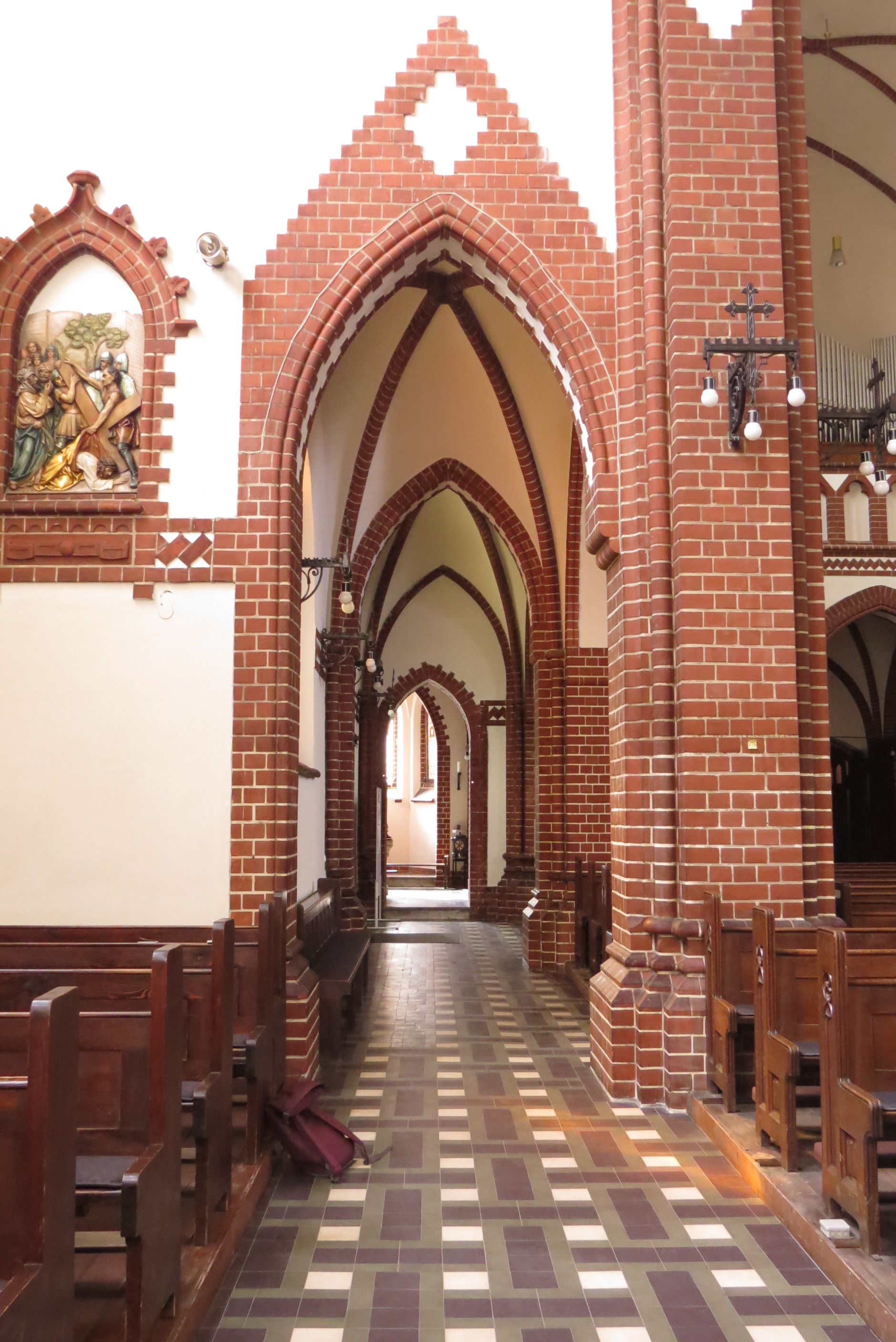
Seitenschiff

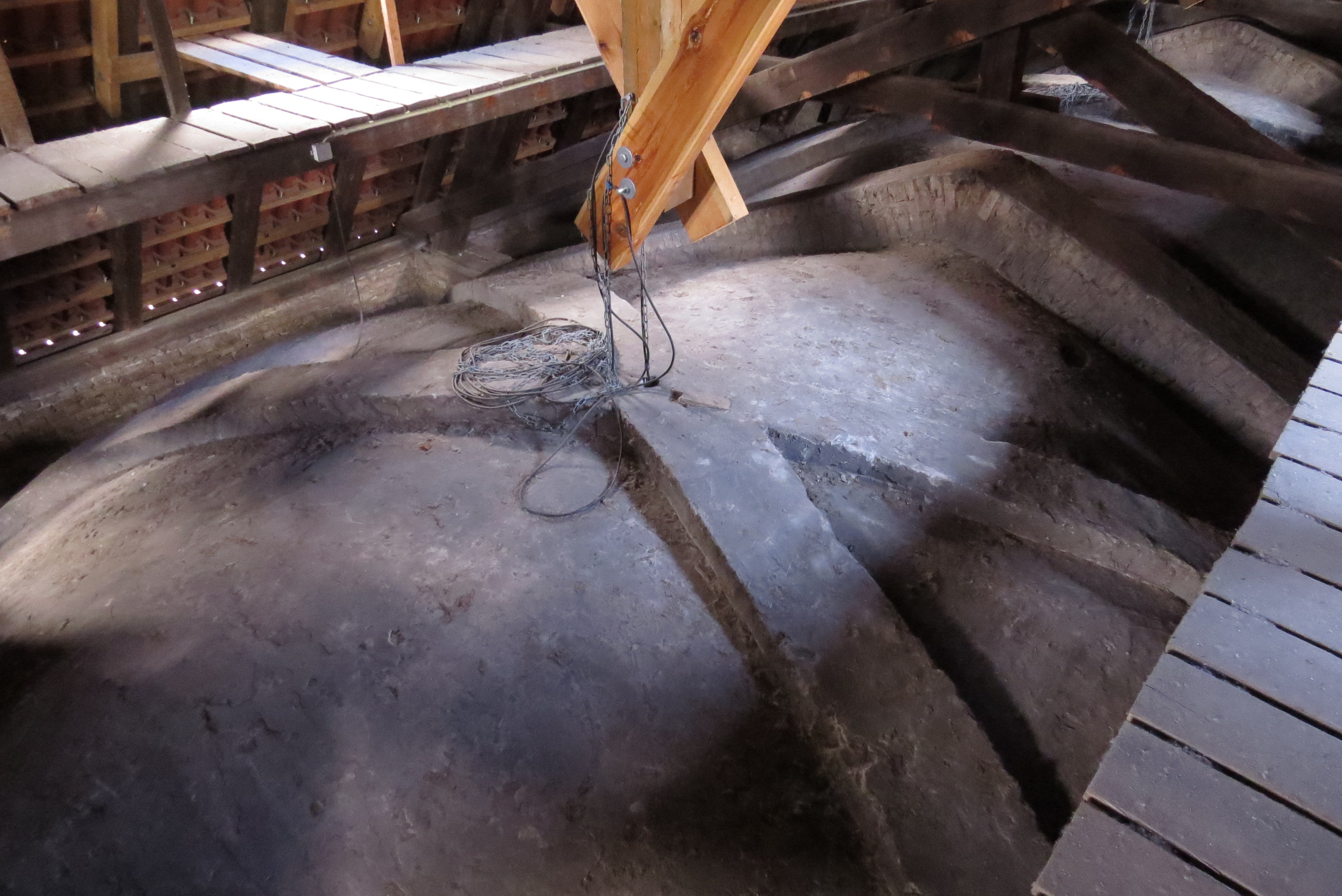
Blick auf einige Gewölbeteile vom Dachstuhl aus

Das Kircheninnere wird von einem Kreuzrippengewölbe überspannt. Alle Wände waren bei der Kirchenweihe großflächig ornamentiert, aufgetragen vom Berliner Kunstmaler F. Busch. Erst seit Ende der 2010er Jahre sind sie geweißt, lediglich die Rippenbetonung durch die Klinker wurde beibehalten.
Die raumbeherrschende Vierung zeichnet sich durch ein Sterngewölbe aus. Aus der Mitte der Vierung hängt ein schlichter Rundleuchter aus Messing mit LED-Lampen bestückt, herab. Einen Kronleuchter hat es in der Kirche nicht gegeben.
Das Hauptschiff ist relativ kurz gehalten, vom Chor ist es durch eine zweiteilige Balustrade aus Marmor getrennt.
Die Seitenschiffe sind in der Höhe gedrückt.

## Ausstattung

### Chor mit Altar
Der Hochaltar stellt auf seinen fünf Bildtafeln im aufgeklappten Zustand die fünf Szenen aus dem Neuen Testament dar, die Bestandteil des glorreichen Rosenkranzes sind. Im zugeklappten Zustand ist auf dem linken Flügel eine Geschichte aus dem Alten Testament (das Opfer des Melchisedek, Genesis 14,18–20 ) zu sehen, auf der rechten Seite eine Szene aus dem Neuen Testament (Jesus erscheint den zwei Jüngern auf dem Weg nach Emmaus und sie erkennen ihn erst, als er mit ihnen das Brot bricht, Lukas 24,13–35 ). Die Predella symbolisiert die vier Evangelisten (Matthäus, Markus, Lukas und Johannes) durch einen geflügelten Menschen, einen Löwen, einen Stier und einen Adler.
Ursprünglich stand der Flügelaltar auf einem Sandstein-Unterteil, das 1977 abgetrennt wurde. Es bildet nunmehr den vorgesetzten Altartisch. Bis 1977 schmückte noch ein feingliederiger Baldachin mit Fiale den Altar. Weitere Heiligenfiguren des Altars wurden nach ihrer Abnahme an anderer Stelle im Kirchenraum aufgestellt.
Alle Altäre orientieren sich an spätgotischen Formen und wurden aus dem Produktionsprogramm der Firma W. Burg aus Gelsenkirchen erworben.

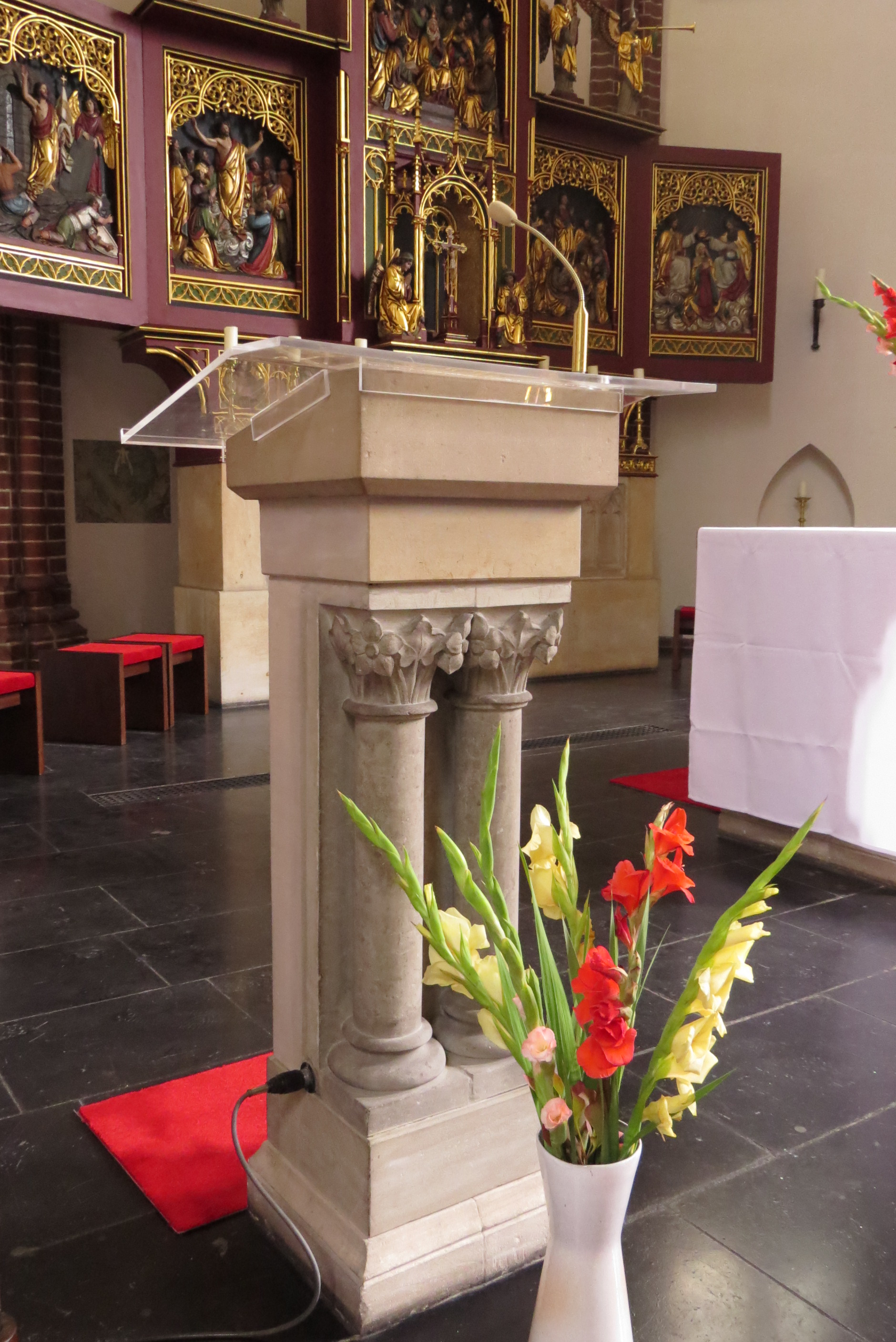
Ambo

Die frühere Kanzel wurde abgebaut und ein Ambo aus Kunststein aufgestellt, der die Gestaltung des Altartisches aufnimmt.
Einige erhaltene Original-Ausstattungsteile befinden sich nicht mehr an den ursprünglichen Orten. So stand zum Beispiel das Paar der betenden Engel vor der Beweinung Christi ursprünglich auf der Kommunionbank und die im Pfarrsaal befindliche Figur des Hl. Georg, gefertigt von dem Pankower Bildhauer Peter Paul Müller, schmückte anfangs den Hochaltar.

### Sitze
Die Kirchenbänke, angeordnet in vier parallelen Reihen, sind aus der Erstausstattung erhalten und wurden im Jahr 2019 leicht aufgefrischt. Sie bieten etwa 360 Sitzplätze. Insgesamt können maximal 2000 Personen die Kirche besuchen. Die Seitenwände der Bänke sind mit ornamentalem Schnitzwerk verziert, von denen sich einige Ornamente in den Rahmen der Altäre wiederfinden. Alle Bänke sind seit den 1970er Jahren durch Unterbau von elektrischen Heizkörpern heizbar.
Auf dem Mittelgang liegt ein Teppich.

### Fenster und Leuchter

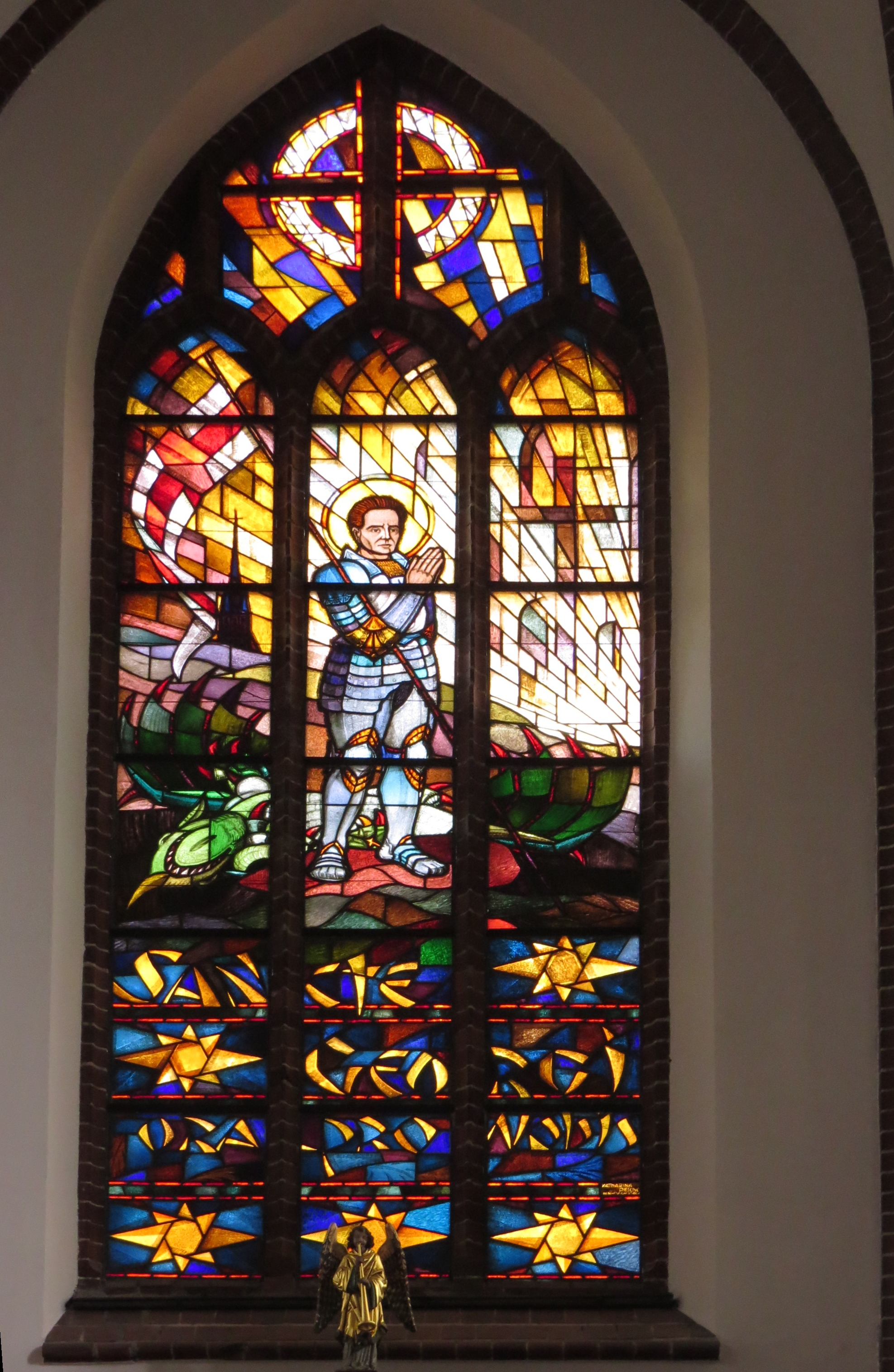
Altarfenster

Alle Farbfenster sind nicht mehr im Original erhalten, die Berliner Kunstglaserei Peschel gestaltete einige nach alten Vorlagen nach oder schuf vollkommen neue. Das große dreigliederige Altarfenster stellt den heiligen Georg mit Rüstung und gefalteten Händen dar, eine Lanze locker im Arm haltend. Zu seinen Füßen symbolisiert eine sich windende Schlange das Böse. In den unteren Buntfensterteilen findet sich in modern designter Schrift der lateinische Spruch Sancte Georg ora pro nobis („St. Georg, bitte für uns“). In dem linken und rechten, jeweils zweigliederigen Fenster, sind florale Motive adaptiert, die obere Rundung endet in einem Okulus.
In der Wand des südlichen Seitenschiffs ist ein spitzbogiges dreigliederiges Fenster mit den Attributen der vier Evangelisten eingearbeitet.

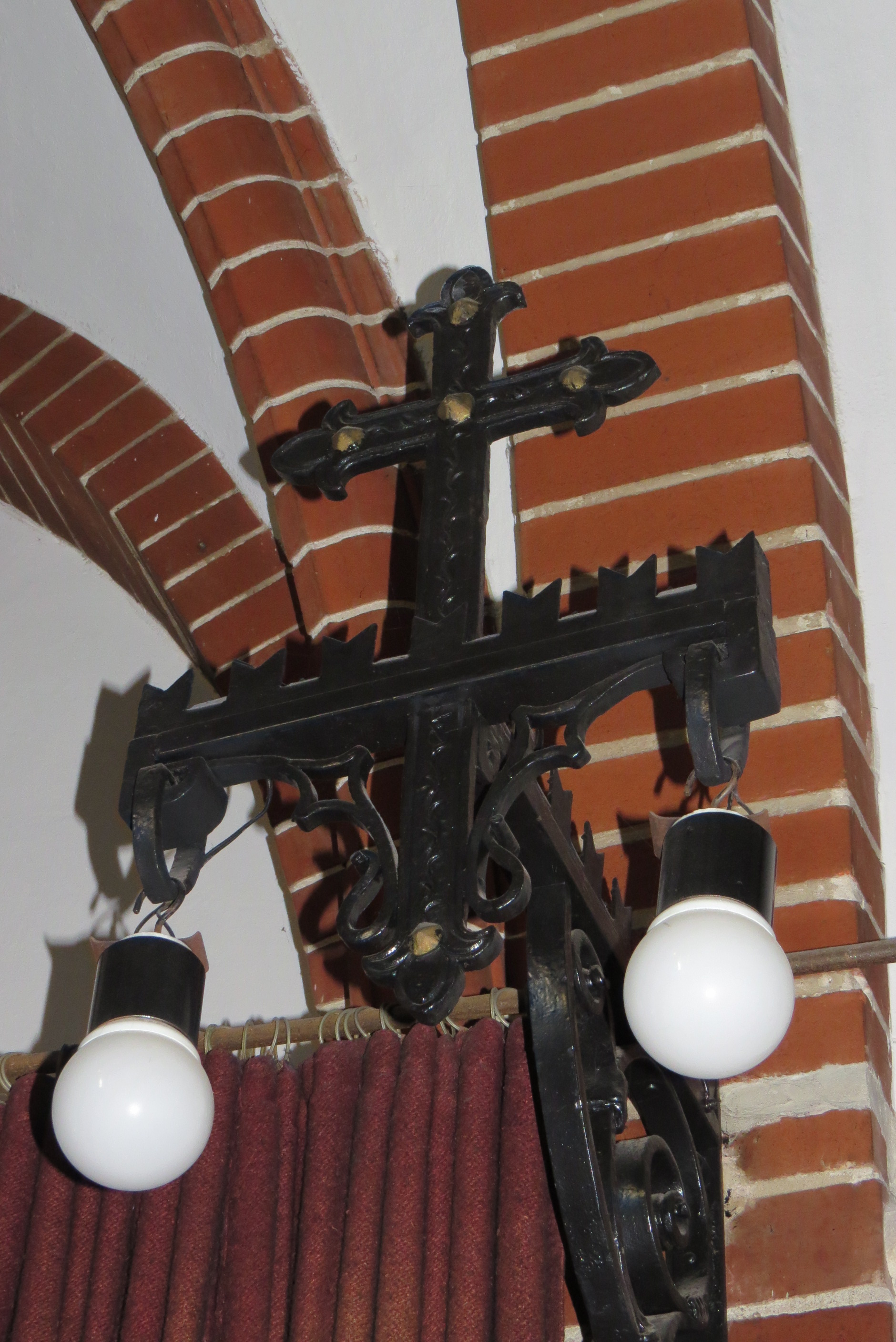
Einer der zahlreichen schmiedeeisernen Wandleuchter

Im ganzen Kircheninneren sorgen mehrere gleichartig gearbeitete schmiedeeiserne Wandleuchter, ein-, zwei- oder dreiarmig ausgeführt, für eine gleichmäßige Beleuchtung. Sie sind entsprechend den seit dem Jahr 2000 geltenden gesetzlichen Vorschriften mit Energiesparlampen ausgestattet worden.

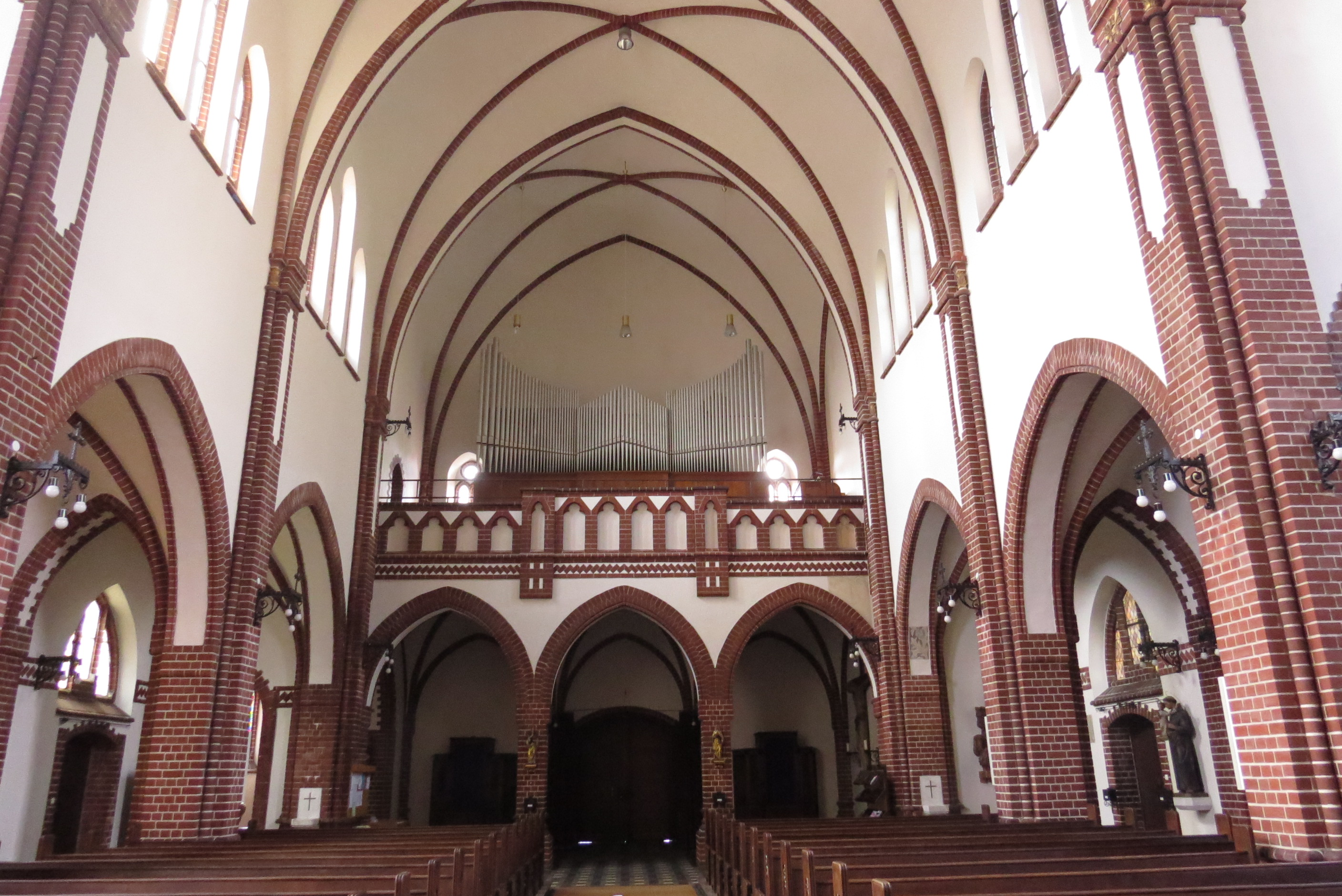
Empore gesamt

### Empore
Die Empore erstreckt sich in ganzer Breite über dem Kirchenvorraum, an dessen nördlicher Wandseite ein Kruzifix aus gefärbtem Gips seinen Platz erhielt, das aus der Kirche St. Maria Magdalena in Niederschönhausen stammt. Es diente dort bei der Kirchweihe als Altarkreuz, weil die Terrakottafigur bei der Anlieferung gebrochen war. In der Mitte der Empore ist die Orgel installiert.

### Fußboden
Der Fußboden im Hauptkirchenraum ist vollständig mit Fliesen von Villeroy und Boch ausgelegt, in regelmäßiger Musterung aus dunkelgrauen, graugrünen und weißen Fliesen teppichartig angeordnet. Bis auf einige wenige Fliesen haben alle die Zeiten überdauert. Die Nachanfertigung der auszutauschenden Teile erwies sich in den 2010er Jahren wegen des strengen Denkmalschutzes als äußerst schwierig, gelang allerdings. Im Mittelgang schützt ein Kokosfaserläufer den Fußboden.
Auf der Chorestrade sind dagegen Schieferplatten verlegt, die aufgrund einer späteren Schutzbehandlung eine matt glänzende Oberfläche haben. In der letzten Zeit wurde ohne Absprache mit Kirchenvorstand oder Bauverantwortlichen aus dem Erzbischöflichen Ordinariat begonnen, diese Schutzoberfläche von einigen Schieferplatten zu entfernen. Im aktuellen Zustand ist der Fußboden des Altarbereichs aufgrund des bereits mehrere Jahre bestehenden Nebeneinanders von nicht, teilweise und vollständig abgezogenen Schieferplatten nicht sehr ansehnlich. Das nebenstehende Bild zeigt alle drei Bedeckungen.

### Kreuzweg und weiterer Wandschmuck
An den Giebelwänden und an den westlichen Wänden des Querschiffs befinden sich geschnitzte farbige Reliefs der 14 Kreuzweg-Stationen, die aus der Werkstatt der Firma Bogenheim aus Frankfurt am Main stammen. Der Kreuzweg wurde am 22. März 1912 geweiht. Alle Bildnisse sind mit bogenförmigen wuchtigen Backsteinrahmen gefasst, die ursprünglich nach der Liturgiereform abgebaut werden sollten. In den 2010er Jahren nahm der ortsansässige Bildhauer Nikolaus Bode eine vorsichtige Säuberung der Reliefs vor.

Auswahl einiger Kreuzwegtafeln
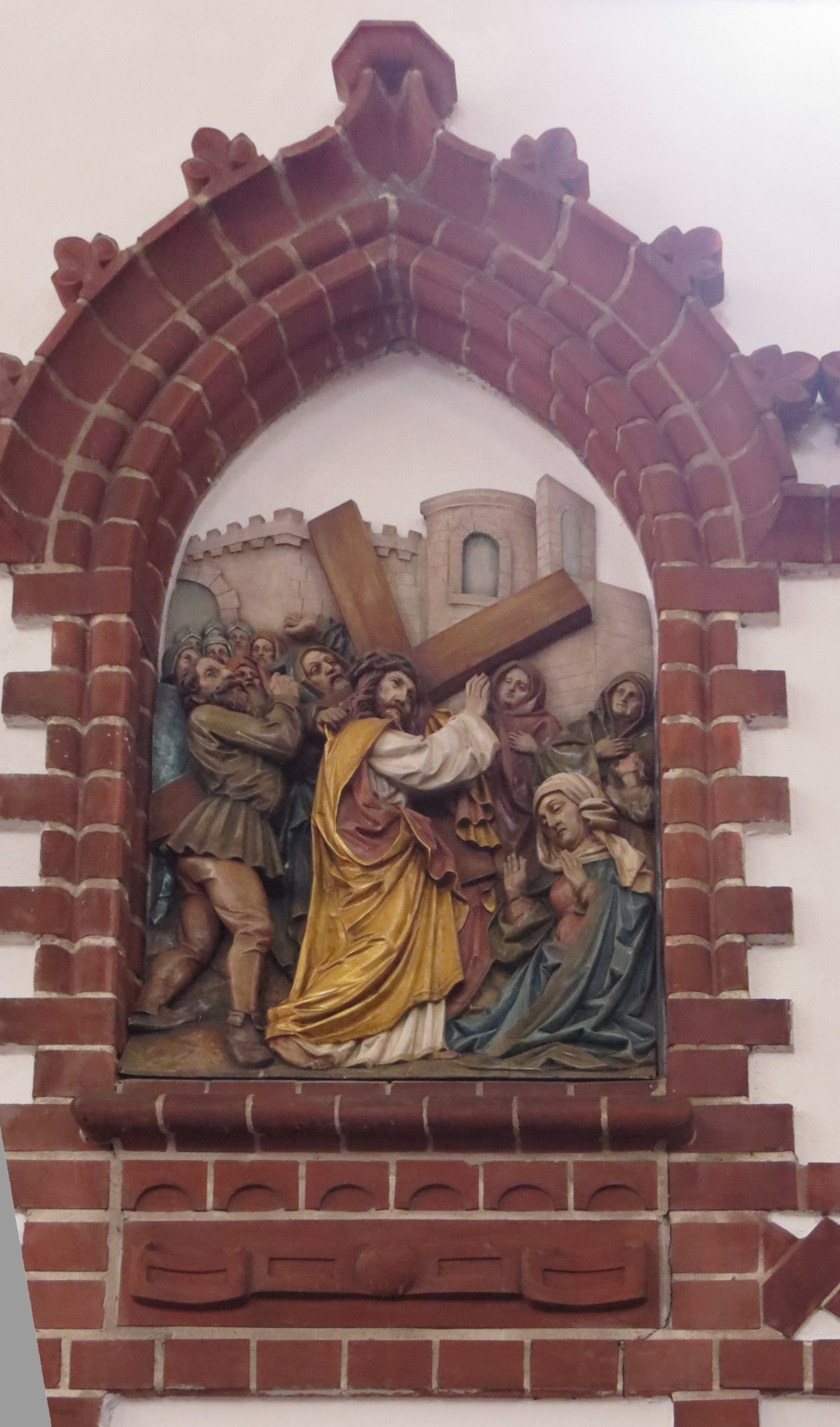
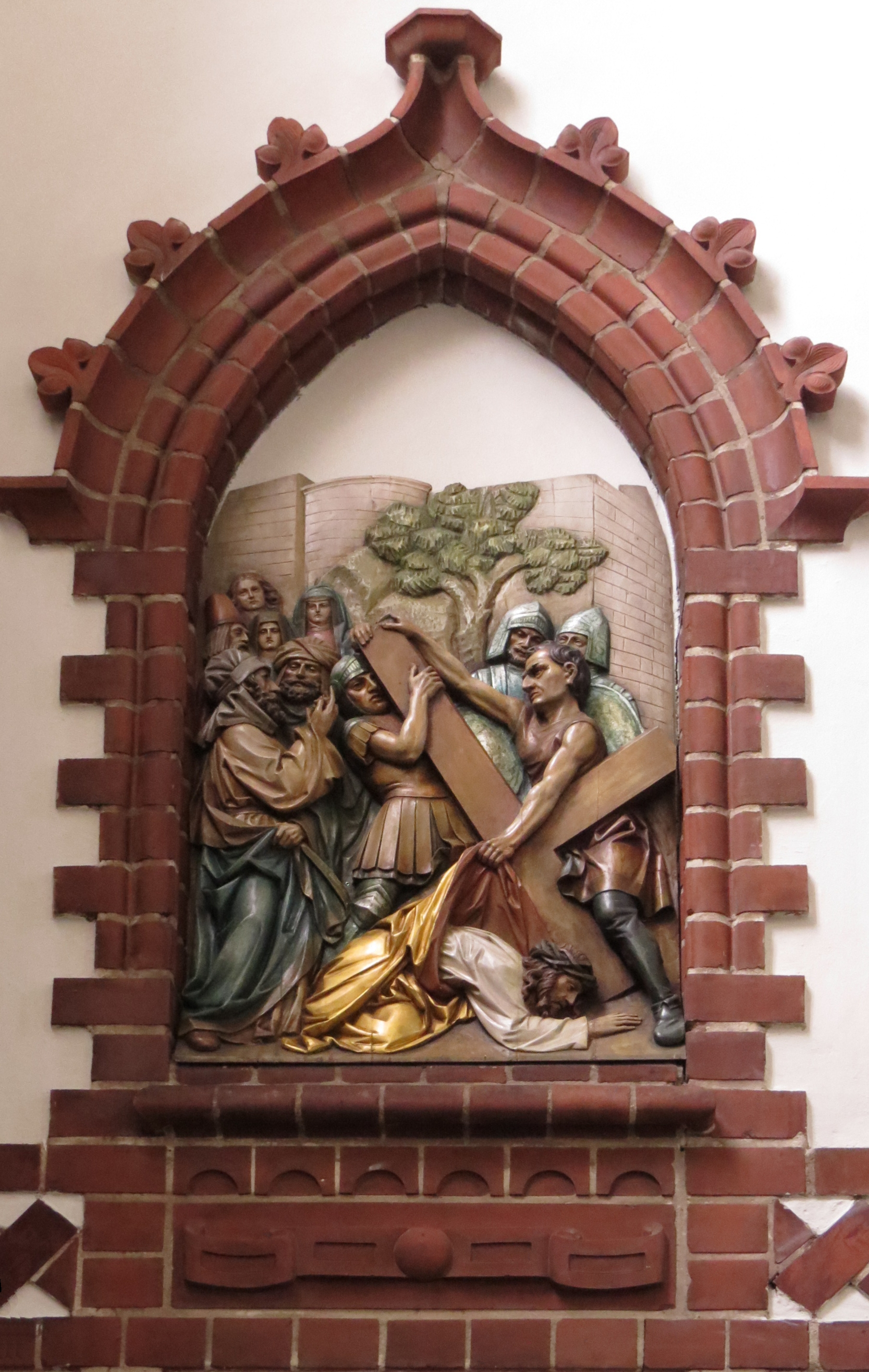
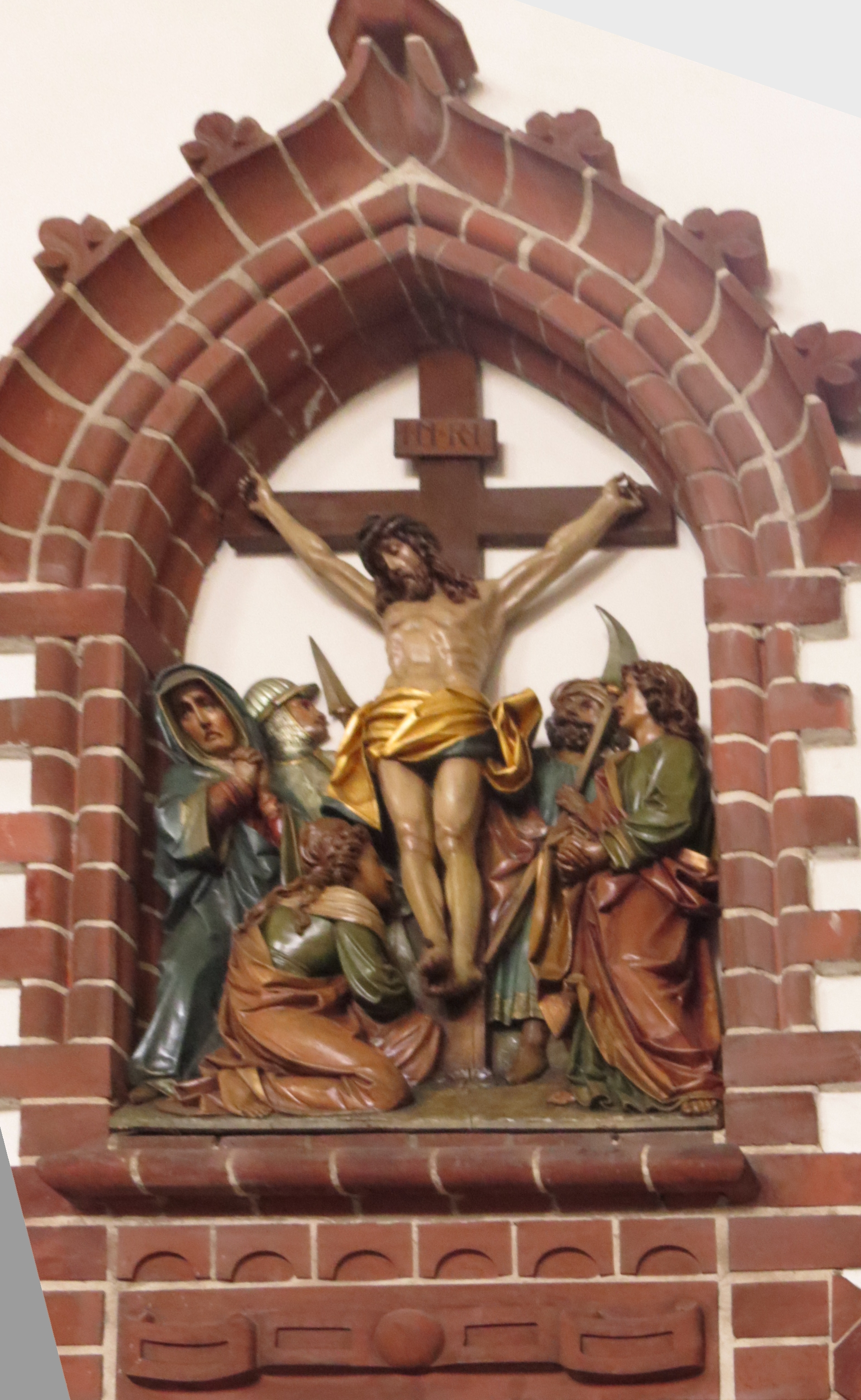
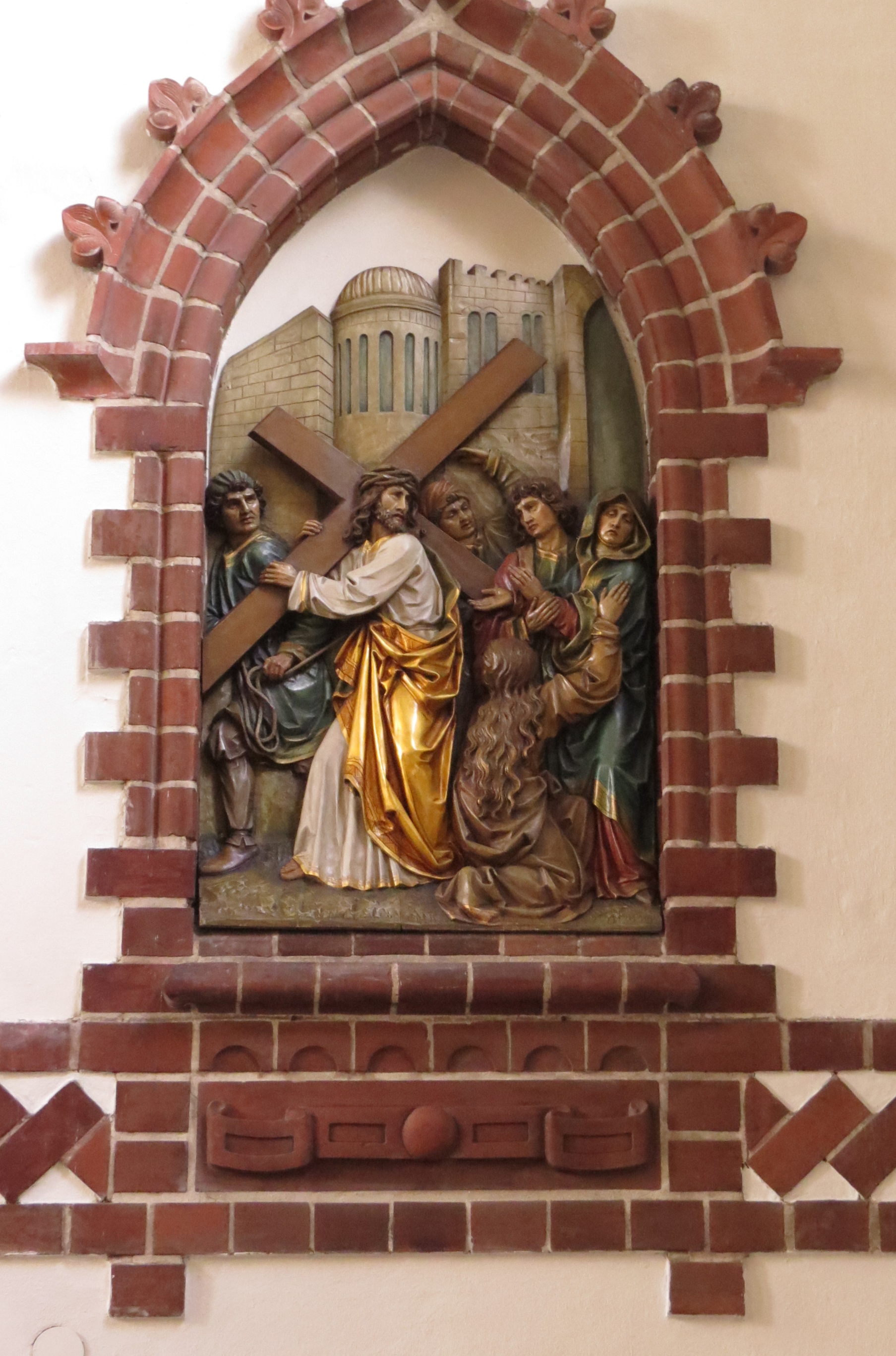

An der Wand zwischen dem südlichen Seitenschiff und der Vierung ist auf einem Wandvorsprung ein lebhaftes Relief des Kirchenpatrons zu sehen. Es zeigt den reitenden Georg in Rüstung und mit einer Lanze für den Kampf gegen den Drachen, angefertigt vom Künstler Peter Paul Müller aus Pankow.
An den Stützpfeilern der Empore sind auf Wandkonsolen die Heiligen Elisabeth und Hedwig als kleine Statuen aufgestellt. Hedwig hält das Modell des Kirchengebäudes in ihren Händen, Elisabeth erinnert mit einem Korb voller Rosen an das Rosenwunder. Die genannten Figuren einschließlich des dort ebenfalls platzierten Täufers Johannes waren ursprünglich Teile des Gesprenges vom Hauptaltar.

### Nebenaltäre / Kapellen
Im Kirchenraum gibt es vier Nebenaltäre, das sind an der Chorwand der Vierung der Marien- und der Josephsaltar. Abgehend vom südlichen Seitenschiff befindet sich die Verehrungsstätte für die Beweinung Christi und im Nordostbereich steht die Taufkapelle.

Ansichten
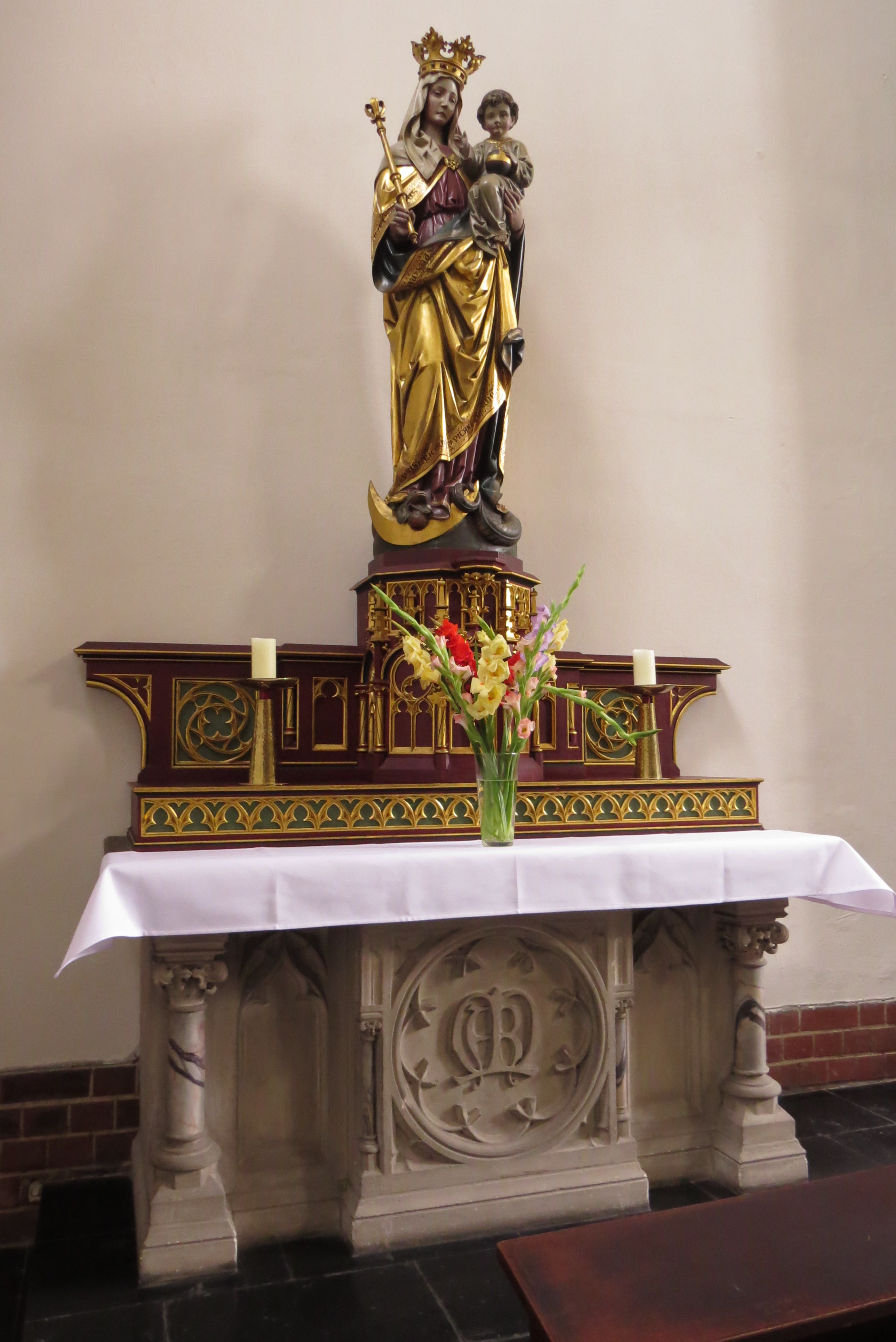
Maria, Himmelskönigin
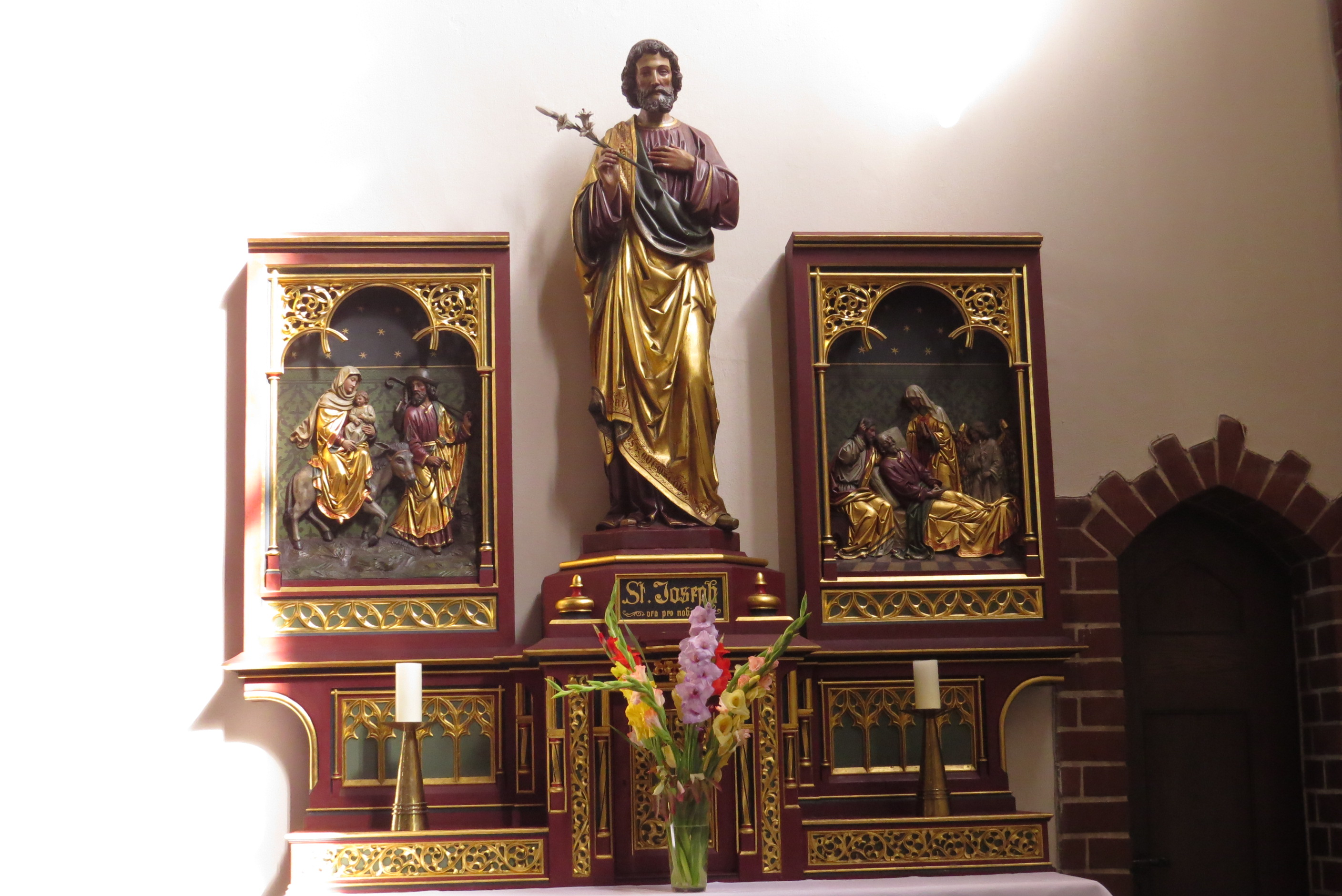
Joseph, der Arbeiter
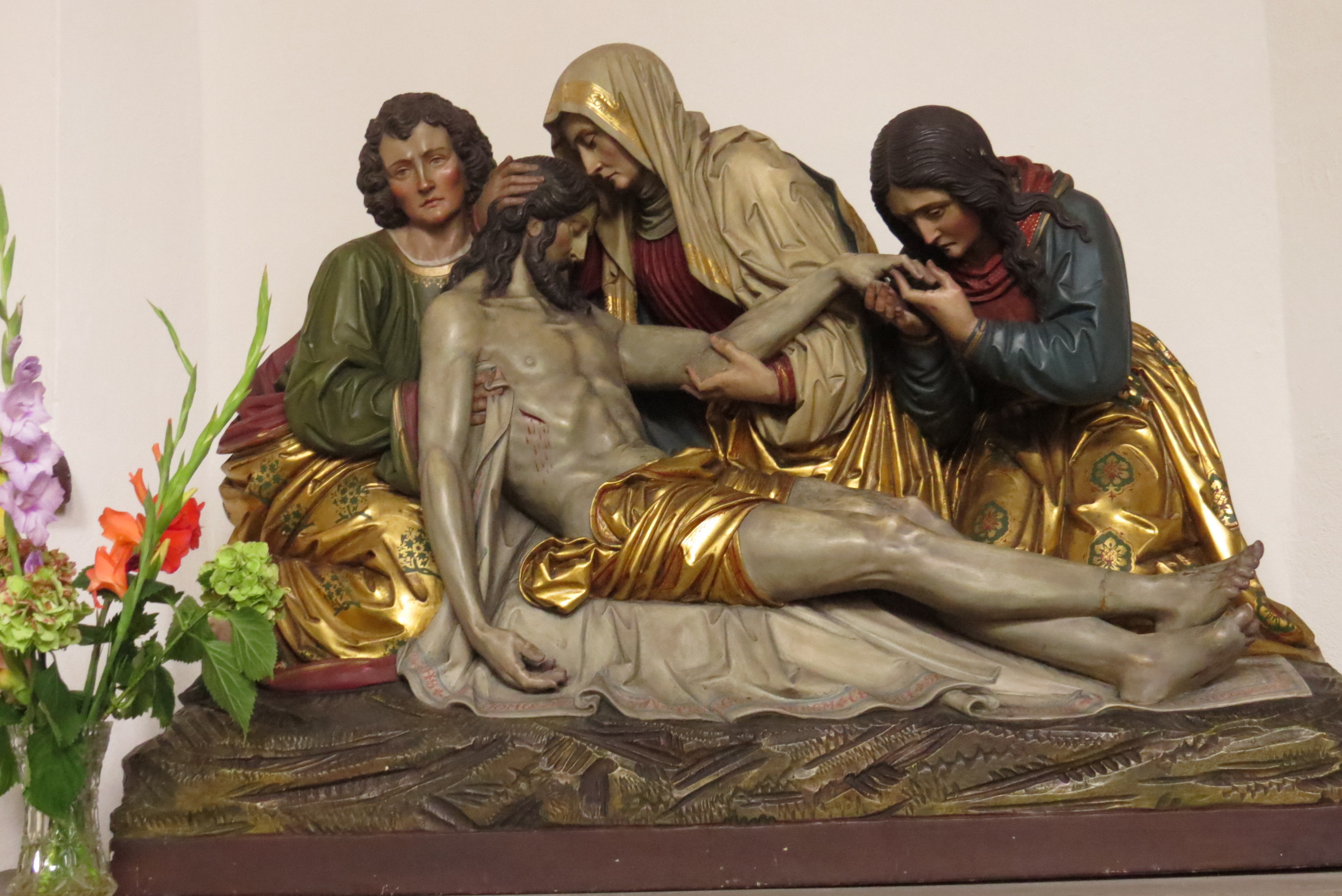
Beweinung Christi

Marien- und Josephsaltar
Der Marienaltar besteht aus der Skulptur der Maria mit dem Jesuskind auf dem Arm, das mit dem Reichsapfel spielt. Maria steht auf einer Mondsichel und zertritt mit dem anderen Fuß eine Schlange. Auch dieser Altar trug im Original einen stark verzierten Baldachin, er wurde wie beim Josephsaltar aufgrund der Liturgiereform im Jahr 1977 entfernt. Die neben dem heiligen Joseph angeordneten Bildtafeln (Flucht der Heiligen Familie nach Ägypten und Grablegung des Hl. Johannes) galten jahrelang als verschollen. Sie wurden in den 2010er Jahren in einem Kirchennebenraum aufgefunden und nach leichter Restaurierung an ihrem ursprünglichen Platz wieder angebracht.
Die beiden Altarfiguren (Maria und Joseph) entstanden in der Werkstatt des Bildhauers Wilhelm Berg.
Beweinung Christi
Dieser Nebenaltar in einer Seitenkapelle stellt neben den Hauptfiguren (Christus und Maria) auch den heiligen Johannes und die heilige Maria Magdalena dar. Beiderseits zu Füßen der Skulpturengruppe fanden die früheren Altarengel ihren Platz. In diese Seitenkapelle tritt das Tageslicht durch ein rundes vierpassförmiges Fenster in den Raum.
Taufkapelle

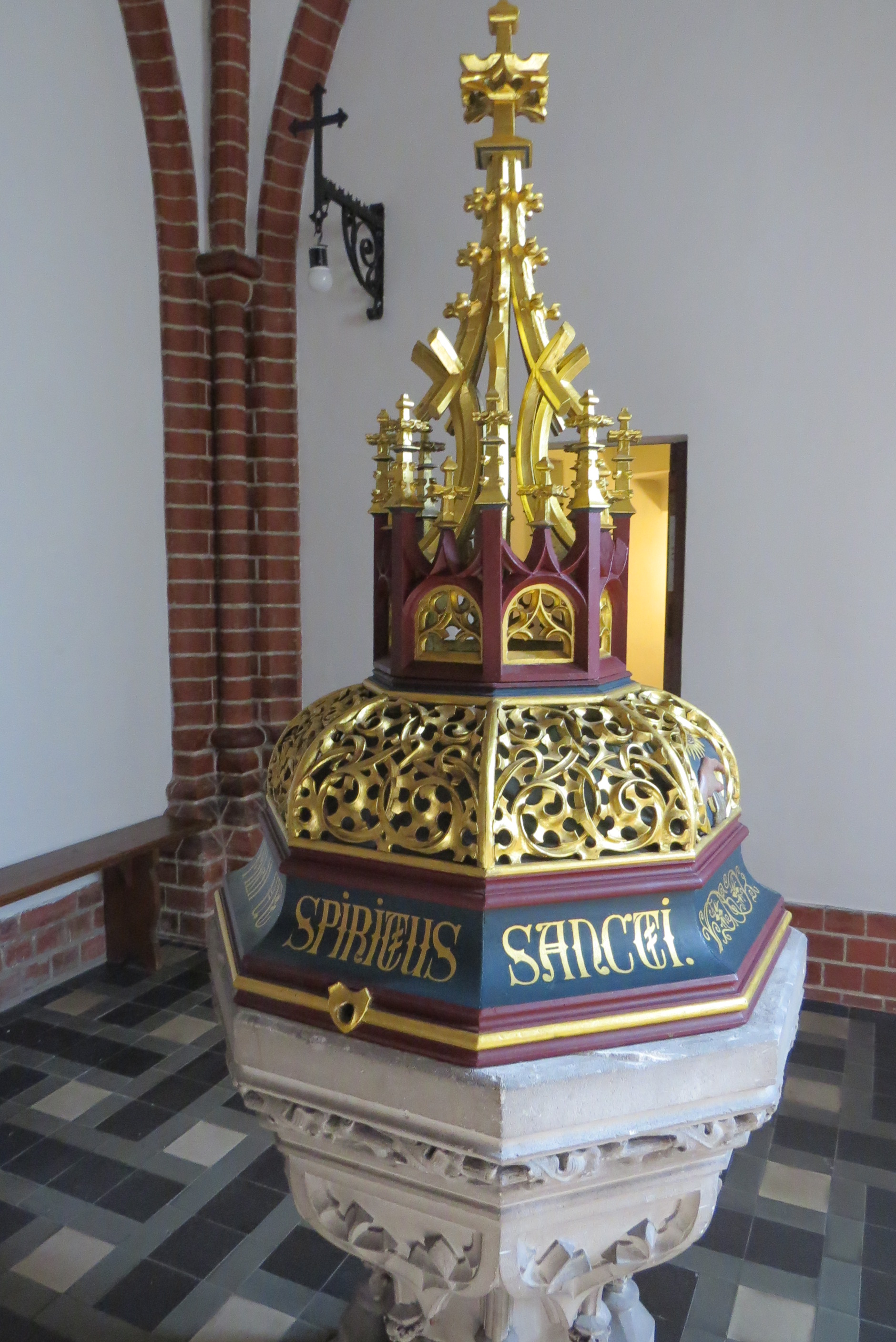
Deckel des Taufbeckens

Im Zugangsbereich zur Taufkapelle steht die Skulptur des Apostels Johannes mit Buch und Schreibgerät in den Händen. Auf dem Podium vor der Kapelle ist das Taufbecken aufgestellt, dessen hölzerner zierlich geschnitzter Deckel bunt und golden bemalt ist. Die dreiseitige Taufkapelle erhält durch drei ornamentierte Spitzbogenfenster ihr Tageslicht.

### Beichtstühle
Beiderseits des Hauptzugangs zur Kirche unter der Empore befindet sich je ein dunkel gebeizter Beichtstuhl.

## Orgel

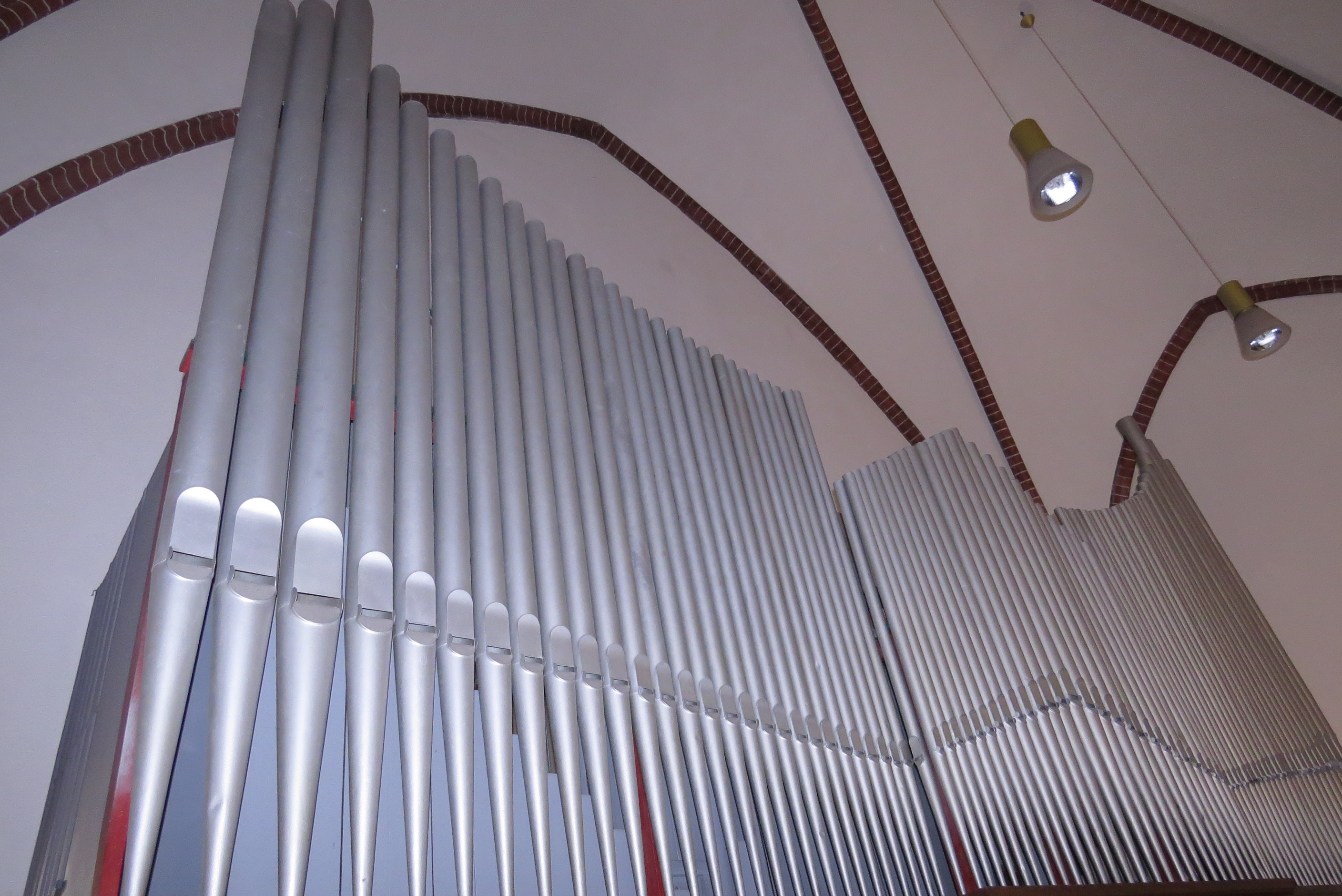
Orgelprospekt

Das 1909 auf der Empore aufgestellte Harmonium (ein einmanualiges Druckwindinstrument der Schweizer Fa. Johann Burger mit vier Registern) wurde durch eine Sauer-Orgel aus dem Jahr 1890 abgelöst, die die Gemeinde aus einer protestantischen Kirche Sachsens für 3.000 Mark gebraucht gekauft hatte. Am 12. Februar 1913 fand die Orgelweihe statt.
Diese Orgel wurde nach einer kompletten Überarbeitung und Erweiterung mit Teilen einer anderen alten Orgel durch die Orgelbaufirma Hans Hammer aus Berlin-Wedding am 27. August 1939 unter Mitwirkung von Joseph Ahrens neu geweiht. Die Arbeiten verursachten Ausgaben von 10.000 Mark, die die Gemeinde selbst aufgebracht hatte. Das Instrument wird seitdem problemlos gespielt.
Nach der politischen Wende führte das Pankower Gemeindeglied Hans-Joachim Eichberg eine sachgemäße Generalüberholung des Musikinstruments durch. Martin Ludwig, Sachverständiger des Bistums Berlin, nahm die restaurierte Orgel ab. Sein Gutachten bestätigt einen „ausgezeichneten Gesamteindruck der Arbeiten“ und „dass die von der Substanz her mittelmäßige Orgel in einer Art und Weise zur Geltung kommt und erklingt, wie dies nicht einmal nach der Neuaufstellung der Fall gewesen sein dürfte. Möge das Werk für die Gemeinde und alle Beteiligten ein Segen sein.“
Die Orgel verfügt über 23 (+ 1 Windabschwächung) Register bei 1456 Orgelpfeifen, welche sich auf zwei Manuale (mit Schwellwerk) und Pedal verteilen. Sie hat eine größtenteils elektropneumatische Traktur. Die Orgel erklingt regelmäßig zu den Gottesdiensten und bei öffentlichen Konzerten in der Kirche.
Die Disposition lautet:
| I Hauptwerk C–g3 |              |       |
| 1                | Principal    | 8′    |
| 2                | Flauto-Dolce | 8′    |
| 3                | Octave       | 4′    |
| 4                | Blockflöte   | 4′    |
| 5                | Gemshorn     | 1′    |
| 6                | Waldflöte    | 2′    |
| 7                | Mixtur IV    | 1 ⁄3′ |
| 8                | Trompete     | 8′    |

| II Schwellwerk C–g3 |                       |        |
| 09                  | Harmonieflöte         | 8′     |
| 10                  | Aeoline               | 8′     |
| 11                  | Voc Coelestis (ab c0) | 8′     |
| 12                  | Rohrflöte             | 4′     |
| 13                  | Gemshorn              | 4′     |
| 14                  | Gedecktquinte         | 2 ⁄3′  |
| 15                  | Octave                | 2′     |
| 16                  | Terz                  | 1 3⁄5′ |
| 17                  | Cymbel III            | 1′     |
| 18                  | Krummhorn             | 8′     |

| Pedal C–f1 |             |     |
| 19         | Subbass     | 16′ |
|            | Sanftbass   | 16′ |
| 20         | Violon      | 08′ |
| 21         | Choralbass  | 04′ |
| 22         | Bauernflöte | 02′ |
| 23         | Posaune     | 16′ |

- Koppeln: II/I, II/P, I/P
- Spielhilfen: eine freie Kombination, Crescendowalze, Tutti, Einzelabsteller für Zungen: Posaune, Trompete, Krummhorn

## Glocken
Im Inneren des Turmes führen 110 Stufen bis zur Glockenstube. Der Boden der Glockenstube befindet sich etwa auf halber Turmhöhe. Die Treppen im Turm bestanden anfangs aus Holz und wurden im Jahr 1981 durch stabile Stahltreppen ersetzt.
Drei Gussstahlglocken, 1908 im Bochumer Verein gegossen (wie die Inschrift auf der Schulter zeigt), bilden das dreistimmige Geläut, das auf c, es und ges gestimmt ist. Die Herstellung des Geläutes mit allem Zubehör kostete die Gemeinde 5740 Mark.
Im Jahr 1986 wurden die inzwischen rostig und brüchig gewordenen eisernen Klöppel ausgetauscht, einer ist im Kirchturm gesondert zu sehen. Darüber hinaus erwies sich eine Instandsetzung der Glockenanlage 1991 als nötig, wofür die Gemeinde 7.000 Mark einplante, zugleich wurde die frühere Handbedienung der Glocken durch den Einbau eines elektrischen Läutewerks ersetzt; das kostete noch einmal 23.000 Mark. Eine Besichtigung der Glockenanlage im Jahr 2004 ergab, dass an zwei Glocken dringende Reparaturen durchgeführt werden mussten.
Die mittlere und die kleine Glocke sind übereinander angeordnet; alle tragen lateinische Gebetsinschriften.
| Glocke | Schlagton | Unterer Durchmesser (mm) | Gewicht (kg) | Bild | Inschrift |
| ------ | --------- | ------------------------ | ------------ | ---- | --- |
| groß   | c’        | 1673                     | 1870         |      | „Sacrosanctae et individuae / Trinitati, Crucifixi Domini nostri Jesu Christi humanitati, beatissimae et gloriossimae semperque Virginis Mariae faecondae integritati et omnium Sanctorum universitati / sit sempiterna laus, honor, virtus et gloria / ab omni creatura, nobisque remissio omnium peccatorum, / per infinita saecula saeculorum. Amen“ [deutsch: „Der hochheiligen und ungeteilten Dreifaltigkeit, der Menschheit unseres gekreuzigten Herrn Jesus Christus, der fruchtbaren Makellosigkeit der allerseligsten, ruhmreichsten Immerjungfrau Maria und der Gesamtheit aller Heiligen sei ewiges Lob, Ehre, Tugend und Ruhm von jeder Kreatur, uns aber die Vergebung aller Sünden, durch unendliche Jahrhunderte hindurch.“] |
| mittel | es’       | 1430                     | 1193         |      | „Ave maris stella, Dei mater alma / atque semper virgo, felix caeli porta. Ora pro nobis.“ [deutsch: „Meerstern sei gegrüßet, Gottes hohe Mutter, allzeit reine Jungfrau, selig Tor zum Himmel, bitte für uns.“] |
| klein  | ges’      | 1260                     | 00.831,5     |      | „Sanctus Georgius pro lege Dei cui certavit usque ad mortem et a verbis impiorum non timuit: fundatus enim erat super firmam petram“ [deutsch: „Der Heilige Georg hat für das Gesetz seines Gottes bis zum Tod gekämpft und sich nicht vor den Worten der Ungläubigen gefürchtet, denn er war auf den starken Fels gegründet.“] |

## Seelsorge

### Gemeindearbeit
Noch vor dem Entstehen der Pfarrgemeinde gründete sich 1898 einen Kirchenchor, der zuerst in einer Pankower Gaststätte probte, bevor er zunächst in der St.  Georgs-Kapelle seine Heimat fand. Er wurde ins Leben gerufen durch den St. Georgs Verein der hiesigen katholischen Einwohner.
Hinzu kam 1909 ein Kindergarten im St.-Georgs-Stift, 1911 ein Mütterverein, 1913 ein Borromäusverein und schrittweise gründeten sich weitere christliche, karitative und soziale Vereine in der St.-Georgsgemeinde. Die Gemeinde hat seit 1922 eine Kolpingfamilie.
Ab den 1980er Jahren entwickelten sich vielfältige Aktivitäten in Zusammenarbeit mit evangelischen Gemeinden, zum Beispiel gut besuchte ökumenische Abende mit der Hoffnungsgemeinde (aus der Elsa-Brändström-Straße). Daraus gingen schließlich die regelmäßig durchgeführten Ökumenischen Tage von Pankow hervor.
Im Jahr 1999 trat erstmals das Stabsmusikkorps der Bundeswehr mit einem Adventskonzert in der Kirche auf. Das wurde ein voller Erfolg und hat sich zwischenzeitlich zu einer guten Tradition entwickelt. Leider ist diese Tradition mittlerweile wieder eingeschlafen.
Mit der St.-Georgs-Gemeinde aus München entstand im Jahr 2003 eine lose Verbindung.
Im Pfarrsaal steht die Statue des Kirchenpatrons, des Hl. Georg.

### Gemeindliche Veränderungen ab 2004
Aufgrund jahrelanger Misswirtschaft des Berliner Erzbistums und entsprechender Sparzwänge wurden die Gemeinden St. Georg und St. Maria Magdalena 2004 wieder zusammengeschlossen. Nach der politischen Wende betraf dieses Schicksal einen Großteil der Berliner Gemeinden und war zumindest im Fall der genannten beiden Gemeinden nicht durch einen Rückgang der Zahl der Gemeindemitglieder begründet. Seit Anfang der 2000er Jahre steigt die Zahl der Gemeindeglieder in beiden Gemeindeteilen wieder an und beträgt 6900 (Stand: 2019).

### Bildung des Pastoralen Raums Berlin-Nordost ab 2016

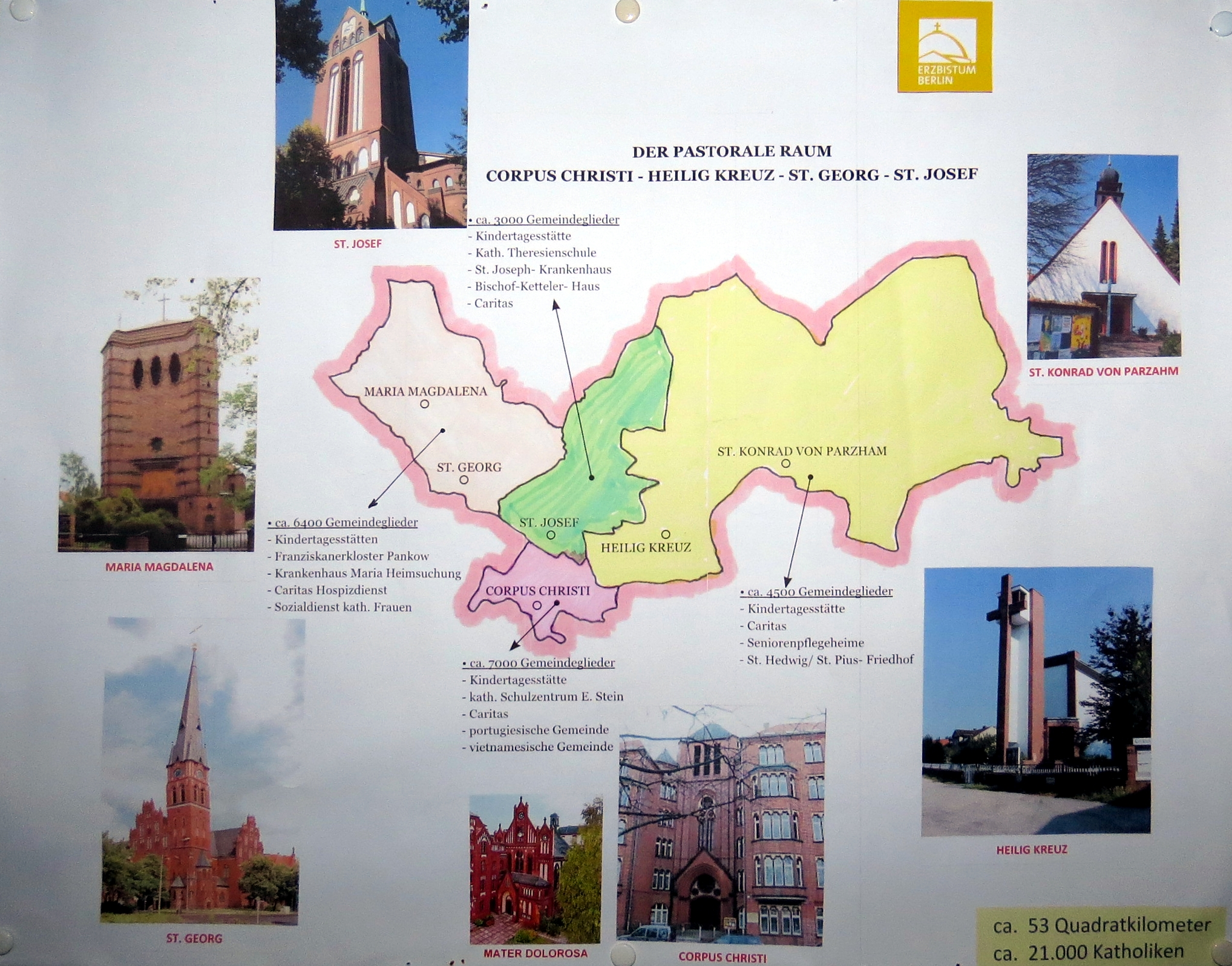
Grafische Übersicht der Teile des Pastoralen Raums Theresa von Avila; Stand: September 2019

Nach Vorgaben des Erzbistums Berlin werden katholische Gemeinden in Berlin zu Pastoralen Räumen zusammengelegt. Die Pfarrgemeinde St. Georg aus Pankow, zu der ja bereits die ehemalige Gemeinde Maria Magdalena gehört, wird schrittweise mit den Pfarrgemeinden St. Josef aus Berlin-Weißensee, Ss. Corpus Christi aus Prenzlauer Berg und Heilig Kreuz aus Hohenschönhausen zusammengeführt. Integriert werden dabei auch zahlreiche Orte christlichen (katholischen) Lebens in den Bezirken wie das Franziskanerkloster (in der Wollankstraße 19), die Tauwerkschwestern (Mühlenstraße), die St.-Hedwig-Schwesternschule, das katholische Schulzentrum Edith Stein (Greifswalder Straße), das Herz-Jesu Kloster, das Bischof-Ketteler-Haus (Gartenstraße), die Kapelle im Krankenhaus Maria Heimsuchung (Breite Straße), die Verwaltung des St.-Hedwig-/St.-Pius-Friedhofs in Hohenschönhausen, das katholische Gymnasium Theresa von Avila (kurz: Theresienschule; aus Weißensee) und weitere zahlreiche Caritas-Einrichtungen.
Um die notwendigen Vorbereitungen kümmerten sich ein Pastoralausschuss und eine Steuerungsgruppe. Die Namensgebung der neuen Gemeinde benötigte einige Zeit. Vorgabe von Seiten des Erzbischöflichen Ordinariats war eigentlich, dass die neuen Gemeinden den Namen der Kirche erhalten sollen, an der der zukünftige leitende Pfarrer seinen Sitz haben würde, also in diesem Fall St. Josef, aber zum einen war der Name schon für den Köpenicker Pastoralen Raum vergeben und zum anderen entschied sich der Pastoralausschuss aus den negativen Erfahrungen mit der gerade einmal 15 Jahre zurückliegenden Fusionswelle und den seit damals noch nicht verheilten Wunden heraus für eine andere, integrierende Lösung. So beschlossen die Verantwortlichen – auch nach Befragung von Gemeindemitgliedern – Theresa von Ávila als Patronin zu wählen, was das Erzbistum genehmigte. Die Veränderungen sind zum 1. Januar 2021 inkraft getreten; Hauptsitz der neuen Großgemeinde ist St. Josef in Weißensee. Sie umfasst (Stand: September 2019) 20.900 Katholiken.

### Pfarrer mit ihren Amtszeiten
- (Kuratus) Bernhard Lichtenberg (1910–1913)
- Teodor Kubina (1913–1917)
- Franz Mischke (1918–1922)
- Oscar Feige (1922–1962)
- Gottfried Engemann (1962–1988), seit 1954 Kaplan in der Gemeinde; im Amt verstorben
- Joachim Kucklick (1988–1994), seit 1985 Kaplan in der Gemeinde
- (Pater) Norbert Josef Just (1994–2004)
- Jörg Wittig (2004–2017; Pfarradministrator)
- Olaf Polossek (seit 2017; Pfarradministrator)

## Pfarrhaus

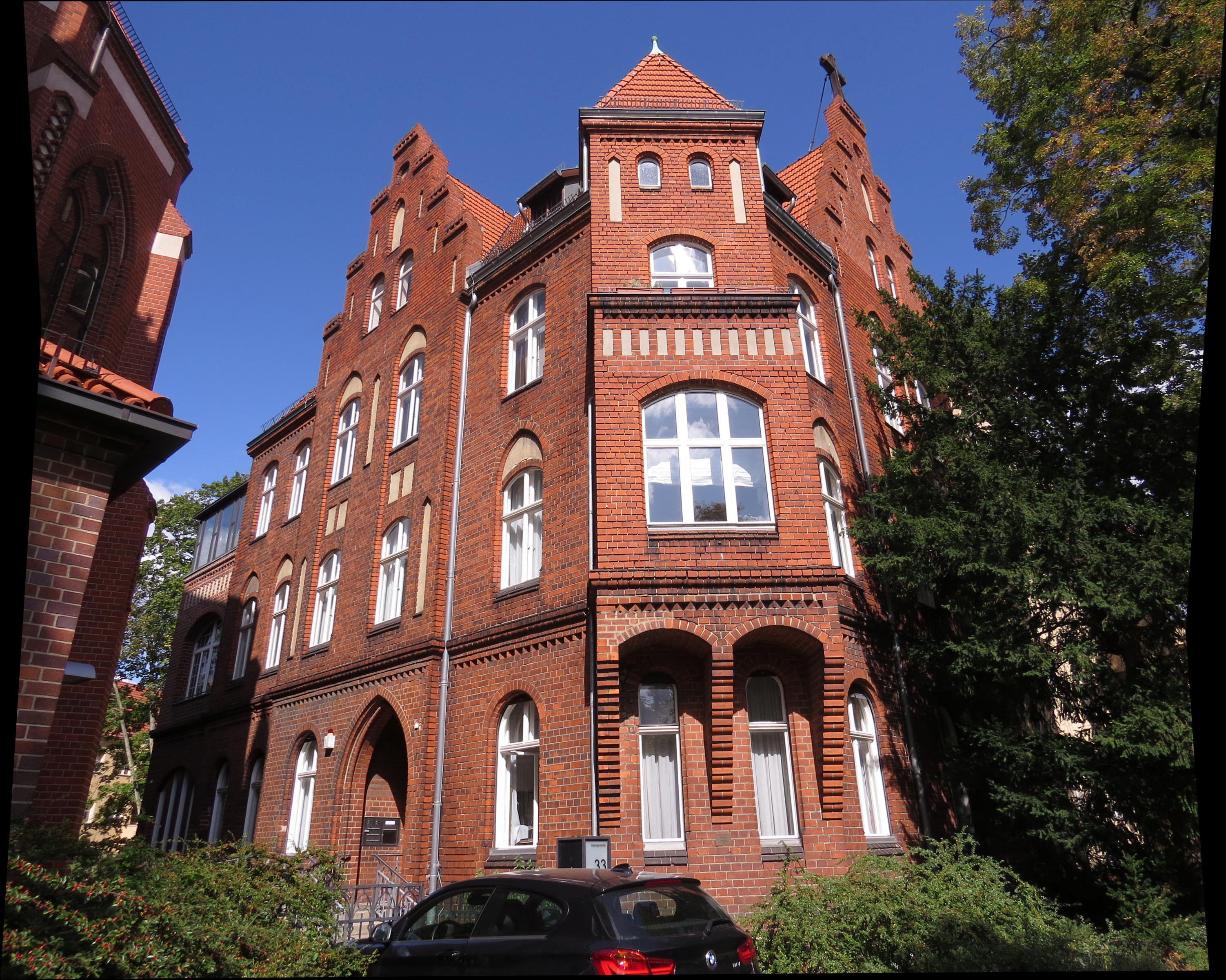
Pfarrhaus, Ansicht von der Kissingenstraße aus

Das neben der Kirche stehende Pfarrhaus in der Kissingenstraße 33 wurde in ähnlichen neogotischen Formen wie der Sakralbau errichtet. Oben auf einem Ziergiebel zur Kissingenstraße hin befindet sich ein großes christliches Kreuz.
Der oder die Namen der Architekten sind nicht überliefert. Das Backsteinbauwerk zeigt insgesamt weniger Schmuckelemente als das Kirchengebäude und weist 46 Außenfenster auf. Es ist dreigeschossig und dient dem Pfarrer als Wohnraum; weitere Räume werden von den verschiedenen Kirchenkreisen genutzt, der größte Raum hat Platz für bis zu 50 Personen. Im Laufe der Jahre wurde das Haus außen und innen den neueren Anforderungen angepasst, so mussten:
- 1951 die lose verlegten Dachziegel komplett erneuert,
- 1958 festgestellte bauliche Schäden am Schornsteinmauerwerk beseitigt und die nach dem Krieg zugemauerten Kellerfenster wieder geöffnet und
- 1970 Installations- und Dacharbeiten ausgeführt

werden.
- 1985 waren die Heizungskanäle und der Rauchabzug zu erneuern, da die Anlage sonst hätte stillgelegt werden müssen.[54]

Zwischen 1995 und 1998 stimmte der Pfarrgemeinderat mit dem Bischöflichen Bauamt und dem Bauamt des Bezirks Pankow Pläne, Termine und Schritte zur Neugestaltung und Sanierung des Pfarrhauses ab. Die Wohnung des Pfarrers wurde für die Dauer der Bauarbeiten in die zweite Etage des alten Schwesternhauses (Kissingenplatz 7) verlegt. Das Hochparterre erhielt u. a. eine Rampe als barrierefreien Zugang, die das Ensemble nicht unbedingt verschönert. Der Einbau eines Fahrstuhls, damit das Pfarrsekretariat und die Büroräume und die Arbeitsräume des Pfarrers ebenfalls behindertengerecht zugänglich gemacht werden konnten, wurde von Seiten der Unteren Denkmalschutzbehörde untersagt. Die Arbeiten konnten im Mai 2001 mit der Komplettsanierung der Rückwand des Pfarrhauses abgeschlossen werden. Die Gesamtkosten wurden anteilig vom Erzbistum Berlin, dem Bonifatiuswerk der Deutschen Katholiken und der Pfarrgemeinde getragen; ihre Höhe wurde nicht beziffert.

## Personen, die mit der St.-Georgskirche verbunden sind
- Johannes Dyba, der spätere Bischof von Fulda, der im Berliner Arbeiterviertel Wedding aufwuchs, wurde in dieser Kirche getauft.
- Bernhard Lichtenbergs nachfolgender Kuratus, Teodor Kubina (1913–1917) war ab 1925 erster Bischof von Tschenstochau.
- Peter Ehlen (1934–2022), in St. Georg am 27. August 1963 als Priester geweiht[56]
- Bernhard Ehlen, (* 1939), in St. Georg am 12. Juli 1968 als Priester geweiht[56]